# 名偵探柯南 (動畫)
《名偵探柯南》，是根據青山剛昌著名原作推理漫畫《名偵探柯南》改編的動畫作品。

## 作品概要
依單元分集的電視動畫版，自1996年1月8日開始在讀賣電視台播放至今，使該作品成為讀賣台最長壽節目。原本於日本時間每週一19:30播出一集，但從2009年4月4日起，為了配合日本電視台的新節目的播出，改至每週六18：00播出。而台灣地區一直至1997年6月8日才於華視首播，過去收視率長期高居日本動畫收視率前十名；在台灣地區播出時的收視率亦高居動畫類前幾名。
截至2023年1月28日已播出1071話，每年可能會播出1至2集、時間為1到2個半小時不等的長篇特別篇。
情節方面，部分內容是從漫畫原作改編而來，但也有一部份是動畫版中原創的內容。此外，一個獨立事件的長度大多1到4集不等（最長14集，為「紅與黑的碰撞」情節，第491話至第504話）。
製作方面，從第1集至第284集采用傳統的賽璐珞製作，期間在1998年3月23日播出的第96集「走投無路的名偵探 連續兩大殺人事件」，2001年1月8日播出的第219集「名偵探齊聚一堂 工藤新一vs怪盜基德」和2002年1月7日播出的第263集「大阪雙重疑案 浪花劍客與太閣城」嘗試過數位化製作，之後從2002年7月1日播出的第284集「中華街的雨中幻影」開始正式改爲全數位化製作。從2006年10月23日播出的第453集「因緣與友情之試映會」開始劇集畫幅開始從4:3轉爲16:9並開始採用720p分辨率高畫質製作，之後從2013年4月20日播出的「老店消失的日式甜點」開始轉爲1080p分辨率高畫質製作。
本作被香港無綫電視翡翠台引入時成為全港首套需要被分類為「M成年觀眾」的動畫。

## 與原作的差異
| 第1話〈雲霄飛車殺人事件〉 | 故事開始前，某富豪家發生命案死去的人，原作裡是他的妻子，動畫裡則改以與他生意上來往的銀行總經理。原作裡並沒有出現少年偵探團三人，但動畫裡增加（但因此造成與第192話〈生死一瞬間，新一回來了〉中三人不認識新一這一前後矛盾的漏洞）。此外原作中新一幻想與小蘭結婚的場景也被刪除（後于特別篇〈Epidode "ONE" 變小的名偵探〉中補上）。 |
| 第3話〈偶像密室殺人事件〉 | 原作裡並沒有出現少年偵探團三人，但動畫裡增加三人為了跟柯南成為朋友，一路跟去案發現場的戲份。 |
| 第4話〈大都會暗號地圖事件〉 | 原作裡有出現小蘭帶元太他們到東京鐵塔看假面超人，還有小蘭回憶起新一帶她到東京鐵塔看風景的情節，動畫裡刪去小蘭和東都鐵塔回憶的橋段，並改由柯南帶元太他們到某博物館看展覽，至於小蘭回憶起新一帶她看風景的劇情，則在第24首片頭曲的畫面中以及OVA第九作〈十年後的陌生人〉中新一的回憶中出現，而在此之前被改編成劇場版〈瞳孔中的暗殺者〉裡開頭在熱帶樂園看恐龍的情節。 原作中元太偷拿暗號的紙條更改為歹徒三人自己不小心遺失，然後碰巧被柯南等人撿起，同時也刪除翻找垃圾堆的情節。 |
| 第5話〈新幹線大爆破事件〉 第13話〈奇怪的尋人事件〉 | 原作裡有關黑衣組織的人物、情節，因當時動畫組刪除，改為與組織無關。前者柯南藉由竊聽得知組織人物的代號，後者原本有關灰原哀身世的重要情節，只好在灰原要登場的前一集動畫裡製作第128話〈黑暗組織十億元搶劫事件〉進行補充，但因此導致兩個BUG：柯南不知什麽時候得知組織人物代號，以及動畫出現兩位宮野明美。最終後者于特別篇〈Epidode "ONE" 變小的名偵探〉中修復。 |
| 第5話〈新幹線大爆破事件〉 | 原作裡並沒有出現少年偵探團三人，但動畫裡增加。 |
| 第10话〈足球选手恐吓事件〉 | 较原作内容有大幅度删减。 |
| 第38話〈赤鬼村火祭殺人事件〉 | 原作中未出场的高木警官在本集出场（未正式介绍）。 |
| 第84話〈滑雪別墅殺人事件（前篇）〉 | 原作中小蘭在別墅中是穿裙子，動畫改為短褲。 |
| 第129話〈來自黑暗組織的女子 大學教授殺人事件〉 | 在原作中，柯南得知灰原可能對阿笠博士不利而打電話，發現無人接聽後轉頭憤怒地看著灰原，下一幕便轉到博士家，阿笠博士解釋未能接聽電話的理由，而在動畫中則交代柯南衝回博士家查看情況的過程。片尾过后最后柯南一行人拿到磁片后，因磁片未在特定环境读取导致资料被销毁的情景在中国大陆引进的版本中被删除（原本播出的版本则保留）。 |
| 第163話〈月亮、星星與太陽的秘密〉 | 是原作12集（111話）灰原還未登場，本話製作成動畫播出時已經是灰原登場後的集數，故開頭由柯南帶過一句「灰原不想來」，但因此造成與第941話〈尋找瑪麗亞！（前篇）〉中元太所说的「灰原轉學過來之前的事情」產生相互矛盾而造成BUG。 |
| 第166-168話〈鳥取蜘蛛之家的古怪〉 | 原作中柯南得知小蘭與和葉可能身陷危險後急忙想聯絡，由於和葉沒帶大哥大，讓柯南想到用自己之前送給小蘭的那隻大哥大連絡，但基於他們過夜人家的電話正在使用，以及自己的手機沒電，才找小五郎拿大哥大。動畫中則改成柯南在小蘭他們出發前，把阿笠博士發明的耳邊型電話交給小蘭，交代小蘭與和葉碰到事情時可以使用，並沒有交代小蘭與和葉是否有帶大哥大。 |
| 第231話〈神秘乘客（後篇）〉 | 柯南跑回公車救出灰原哀時，原作裡柯南以開槍的方式將公車後車窗打破，動畫裡則改以踢滅火器代替。 |
| 第304話〈震動的警視廳 1200萬人質〉 | 原作中萩原研二和松田陣平的殉職日期均為11月7日，但在動畫中為配合播出時間而改為1月6日。第25彈劇場版〈萬聖節的新娘〉中為配合劇情改回原作中的設定。 |
| 第327話〈火焰中的紅馬（解決篇）〉 | 原作裡最後只有平次和古董商購買東西，動畫最後雖然和葉還是在催促平次快點，但追加了她想買個古董念珠的場景。 |
| 第345話〈與黑衣組織的正面對決 滿月之夜的雙重謎案〉 | 漫畫裡赤井秀一是單手拿散彈槍，而動畫卻是雙手。但在第781話〈緋色的交叉〉中因为赤井单手持枪涉及主线重要情节（安室透破解第504話〈紅與黑的碰撞 殉職〉中赤井假死真相的關鍵證據）而改回。 |
| 第381話〈誰才是推理王（前篇）〉 | 在原作中，平次在餐廳小聲地跟柯南說之前有幫助他（扮成新一），為何現在態度不佳，叫他「黑皮男」，在動畫中則省去平次小聲問柯南的情節。 |
| 第406話〈柯南平次之推理魔術（操縱篇）〉 | 在原作中，章節一開頭便為魔術秀的表演，在動畫中則有增加平次與柯南等人前去觀看魔術秀前的情節，以及魔術秀的內容。 |
| 第425話〈黑色衝擊！組織之手逼近的瞬間〉 | :動畫中有高木警官暗中觀察嫌疑犯關係人，被水無怜奈察覺，而後被柯南打電話確認的情節，但在原作中並無這個情節，警視廳的警官們亦沒有登場。 |
| 第545話〈霧中尖叫的魔女（前篇）〉 | 原作裡山村警官的職稱是「刑警」，但是動畫裡卻因為之前在第13彈劇場版〈漆黑的追跡者〉裡已經升格為「警官」（警部），所以追加了不可錯念他職稱的場景，另外增加原作未提到的山村警官的奶奶的名字「山村美冴」（山村ミサエ）。 |
| 第549話〈迴轉壽司之謎（前篇）〉 | 刪去原作裡一開始柯南與平次在為之前的事件溝通的電話。原作裡步美為柯南拿了一堆烏賊壽司，但在動畫裡卻改成了鮭魚卵壽司。 |
| 第622話〈緊急事態252（前篇）〉 | 原作裡本來有地震的場景，但動畫裡為了因應不久前發生的311大地震而刪掉了地震的場景。 |
| 第724話〈怪盜基德與赤面人魚（前篇）〉 | 原作連載時間是在夏天，所以柯南他們一行人穿的是短袖，但在動畫中為配合播出時間（冬天），所有人衣服都被改成符合季節的長袖，尤其是小蘭和園子，在原作裡穿的是涼鞋，在動畫裡被改成穿靴子登場。 |
| 第983-984話〈基德vs高明 被瞄準嘴唇〉 | 原作中柯南提到第971-974話〈目標是警視廳交通部〉中的女警連環殺人事件是上周發生的，但在動畫中考慮到因2019冠狀病毒病疫情的停播和975-982話的動畫原創使974話跟983話已經時隔半年，故改為了第971-974話涉及的案件是前陣子發生的。此外動畫中刪去了上原由衣曾提及諸伏兄弟的父母早年遇害的事情並新增了柯南和平次因第928話〈紅色的修學旅行（戀紅篇）〉中新一與小蘭在清水台正式開始交往但被平次錯看成兩人接吻而鬥嘴的情節。                                                             |
| 2004年以前，原作和動畫中大多数尸體的眼睛是張開的；但考慮到很多觀眾為兒童，從2004年的第345話〈與黑暗組織直面對決 滿月之夜的雙重謎案〉開始，動畫將尸體眼睛全部處理成閉著的，而原作裡大多數遺體的眼睛仍是張開的。但在劇場版（如〈瞳孔中的暗殺者〉和〈紺青之拳〉）和涉及眼睛相關重要綫索（如第740話〈小蘭也倒在浴室了〉）的時候，尸體的眼睛會維持張開。 | |
| 原作中有暗示出辨別真假新出的提示，真新出的眼鏡鼻托為兩條，而假新出卻只有一條，由此可判斷出初登場的24卷和26卷為真新出，而到劫巴士案之後到42卷就是假新出了。動畫版中並未明確這一差別。 | |

## 聲優

### 临时变更
| 声优     | 期间                   | 話數              | 角色     | 代演   |
| -------- | ---------------------- | ----------------- | -------- | ------ |
| 大谷育江 | 2006年1月9日 - 4月24日 | 第425话 - 第436话 | 圆谷光彦 | 折笠爱 |

### 声优变更
| 声优       | 角色          | 最后出演       | 話數                                               | 后任                       | 后任初次出演                  | 話數                                                                                 | 备注     |
| ---------- | ------------- | -------------- | -------------------------------------------------- | -------------------------- | ----------------------------- | ------------------------------------------------------------------------------------ | -------- |
| 天野由梨   | 冲野洋子      | 1998年11月2日  | 第122话                                            | 长泽美树                   | 2001年9月3日                  | 第249话                                                                              | [ 注 2 ] |
| 折笠爱     | 浅井成实      | 1996年4月8日   | 第11话                                             | 泽城美雪                   | 2021年3月6日                  | 第1000话                                                                             |          |
| 佐古正人   | 远山银司郎    | 1998年9月21日  | 第118话                                            | 小川真司                   | 2002年1月7日                  | 第263话                                                                              |          |
| 盐泽兼人   | 白鸟任三郎    | 2000年4月22日  | 剧场版第4作《瞳孔中的暗杀者》                      | 井上和彦                   | 2000年8月28日                 | 第205话                                                                              |          |
| 神谷明     | 毛利小五郎    | 2009年9月26日  | 第548话                                            | 小山力也                   | 2009年10月31日                | 第553话                                                                              |          |
| 加藤精三   | 松本清长      | 2013年1月19日  | 第683话                                            | -                          | -                             | -                                                                                    |          |
| 小川真司   | 远山银司郎    | 2013年4月20日  | 剧场版第17作《绝海的侦探》                         | 寺杣昌纪                   | 2017年4月15日                 | 剧场版第21作《唐红的恋歌》                                                           |          |
| 小山武宏   | 服部平藏      | 2013年10月5日  | 第712话                                            | 山路和弘                   | 2017年4月15日                 | 剧场版第21作《唐红的恋歌》                                                           |          |
| 藤原启治   | 伊达航        | 2013年1月19日  | 第683话                                            | 东地宏树                   | 2021年12月4日                 | 第1029话                                                                             |          |
| 永井一郎   | 铃木次郎吉    | 2014年1月11日  | 第725话                                            | 富田耕生                   | 2014年7月19日                 | 第746话                                                                              |          |
| 家弓家正   | 詹姆斯·布莱克 | 2014年4月19日  | 剧场版第18作《异次元的狙击手》                     | 土师孝也                   | 2016年4月16日                 | 剧场版第20作《纯黑的噩梦》                                                           |          |
| 铃木弘子   | 宫野艾莲娜    | 2015年3月14日  | 第771话                                            | 林原惠美                   | 2019年9月7日                  | 第953话                                                                              |          |
| 石冢运升   | 中森银三      | 2018年1月13日  | 第888话                                            | 石井康嗣                   | 2019年4月12日                 | 剧场版第23作《绀青之拳》                                                             |          |
| 富田耕生   | 铃木次郎吉    | 2020年10月10日 | 第984话                                            | 佐藤正治                   | 2022年12月20日                | 《犯人犯泽先生》第12话                                                               |          |
| 松冈文雄   | 铃木史郎      | 2021年4月16日  | 剧场版第24作《绯色的子弹》                         | -                          | -                             | -                                                                                    |          |
| 梁田清之   | 安德烈·卡迈尔 | 2021年4月16日  | 剧场版第24作《绯色的子弹》                         | 乃村健次                   | 2023年2月4日                  | 第1072话                                                                             | [ 注 3 ] |
| 一城美由希 | 茱蒂·史坦林   | 2023年4月8日   | 第1079话                                           | -                          | -                             | -                                                                                    |          |
| 岩居由希子 | 中森青子      | 1997年9月22日  | 第76话                                             | 高山南                     | 2001年1月8日                  | 第219话                                                                              |          |
| 高山南     | 中森青子      | 2004年         | ova4 《泪之水晶之母》                              | 藤村步                     | 2010年4月24日                 | 《魔术快斗》第1话）                                                                  |          |
| 藤村步     | 中森青子      | 2012年12月29日 | （《魔术快斗》第12话                               | 市道真央                   | 2014年10月4日 2024年4月12日   | 《魔术快斗1412》第1话 剧场版第27作《100万美元的五棱星》                              |          |
| 古谷彻     | 安室透        | 2024年1月13日  | 第1110话/1168话                                    | 草尾毅                     | 2025年1月25日                 | 第1151话/1209话                                                                      | [ 6 ]    |
| 岩居由希子 | 桃井惠子      | 2001年1月8日   | 第219话前半部分/第235话                            | 茅野爱衣                   | 2011年9月24日                 | 《魔术快斗》第四话                                                                   |          |
| 茅野爱衣   | 桃井惠子      | 2012年8月4日   | 《魔术快斗》第7话                                  | 种崎敦美                   | 2014年10月4日                 | 《魔术快斗1412》第一话                                                               |          |
| 种崎敦美   | 桃井惠子      | 2015年1月24日  | 《魔术快斗1412》第15话（第16话有出场但是没有配音） | 菱川花菜                   | 2025年4月5日                  | 《城市风云儿》（2025版）第一话                                                       |          |
| 肝付兼太   | 寺井黄之助    | 2001年1月8日   | 第219话前半部分/第235话                            | 秋元羊介                   | 2004年4月12日                 | 第356话/第386、387话                                                                 |          |
| 秋元羊介   | 寺井黄之助    | 2004年4月12日  | 第356话/第386、387话                               | 矢田耕司                   | 2010年4月17日                 | 《魔术快斗》第1话                                                                    |          |
| 矢田耕司   | 寺井黄之助    | 2012年8月4日   | 《魔术快斗》第7话                                  | 羽佐间道夫                 | 2014年10月4日                 | 《魔术快斗1412》第1话                                                                |          |
| 羽佐间道夫 | 寺井黄之助    | 2015年3月28日  | 《魔术快斗1412》第24话                             | 陶山章央（青年）、野岛昭生 | 2015年4月18日、2022年12月20日 | （剧场版《业火的向日葵》（陶山章央）、《名侦探柯南 犯人·犯泽先生》第12话（野岛昭生） |          |
| 田中敦子   | 赤井玛丽      | 2022年6月11日  | 第1046话/第1103话                                  | 本田貴子                   | 2024年12月7日                 | 第1144话/第1202话                                                                    |          |
| 田中敦子   | 萩原千速      | 2024年3月9日   | 第1116话/第1176话                                  |                            |                               |                                                                                      |          |

## 主线剧情提要
注：
1. 本作品的主線劇情係指有重大角色登場、諜報組織（CIA、FBI、日本公安等）調查、黑衣組織成員動向、與「APTX-4869」有關聯的情節。
2. 由於本作品大部分內容是與主線無關的獨立事件，現將與作品主線劇情與集數對照，排列如下（按作品中的時間排序[7]，並非按劇集順序）。
3. 有標明動畫集數為劇中人物回憶或當前正在進行的劇情，若為人物口頭提起則以漫畫話數另外標明。

| 時間   | 動畫集數                                                                    | 漫畫話數                              | 劇情 |
| ------ | --------------------------------------------------------------------------- | ------------------------------------- | --- |
| 50年前 | 無                                                                          | File.300                              | 日本富豪「烏丸蓮耶」以99歲高齡對外宣稱過世。 |
| 47年前 | 無                                                                          | File.1107                             | 從父親處繼承代號的現黑衣組織二號人物蘭姆（Rum）代替因身體原因未能出席的烏丸會長參加國際經濟論壇年度會議。 |
| 30年前 | 495 紅與黑的碰撞 昏睡                                                       | File.595                              | 伊森·本堂加入CIA。 |
| 30年前 | 無                                                                          | File.423                              | 宮野厚司與宮野艾蓮娜結婚。 |
| 30年前 | 無                                                                          | File.1025                             | 宮野厚司加入白鳩製藥並著手開發藥物。 |
| 30年前 | 無                                                                          | File.1106                             | 瑞秋·淺香（即若狹留美）的父親在為美國資本家阿曼達·休斯擔任貼身保鑣時為阿曼達擋槍，從而殉職。 目擊了開槍犯人的淺香拒絕了證人保護計劃，被阿曼達收為養女。 |
| 27年前 | 495 紅與黑的碰撞 昏睡                                                       | File.595                              | 伊森·本堂來到日本進行諜報活動。 |
| 25年前 | 無                                                                          | File.1025                             | 白鳩製藥倒閉，宮野厚司與妻子艾蓮娜開了一家宮野診所。 |
| 20年前 | 345 與黑衣組織的正面對決 滿月之夜的雙重謎案                                 | File.433                              | 黑衣組織殺手苦艾酒（Vermouth）殺害了一直在調查組織的FBI探員茱蒂·斯泰琳的父親，並放火燒茱蒂的家。 年幼的茱蒂倖免於難，並被她父親的同事以「證人保護計劃」保護起來。 茱蒂對當年Vermouth所說的「A secret makes a woman woman.」印象深刻。 |
| 20年前 | 286 工藤新一NY事件（事件篇）                                                | File.350                              | 女明星莎朗·溫亞德（即Vermouth）和工藤有希子一起向魔術師黑羽盜一學習易容術並成為好友。 |
| 19年前 | 953 充滿謎團的雞尾酒（中篇）                                                | File.1011                             | 降谷零因受傷來到宮野夫婦經營的診所。 宮野厚司猶疑著加入烏丸集團完成某研究，因為艾蓮娜的姐姐（即瑪麗·世良）認為該集團散發可疑的味道。後來知道艾蓮娜懷上第二胎時後，決定重新考慮。 |
| 19年前 | 無                                                                          | File.423                              | 宮野夫婦進入黑衣組織，參與APTX-4869的研究。 |
| 18年前 | 無                                                                          | File.179 File.425                     | 宮野志保出生，其母艾蓮娜暗中留下錄音帶後，宮野夫婦兩人「意外死亡」。 |
| 17年前 | 1164-1167 17年前的真相                                                      | File.1106-1107                        | 在警察廳警備局警備企劃課任職的黑田兵衛佯裝休假赴美觀看國際象棋大賽，實則接到上司密令會見阿曼達·休斯，但未等正式會見，阿曼達即已身亡。 |
| 17年前 | 861-862 與17年前同樣的現場 1164-1167 17年前的真相                           | File.948 File.1107-1108               | 黑衣組織前往羽田浩司所住的飯店抓捕瑞秋·淺香（Asaca）。阿曼達·休斯和「將棋4冠王」羽田浩司為保護淺香接連被迫服下「銀色子彈」而身亡。 黑田兵衛則將見到兩人遇害而崩潰的淺香打暈後帶她逃離現場，但不幸遭遇車禍。導致黑田一隻眼睛失明並昏迷數年，而淺香在獨自逃離現場後則下落不明。 |
| 17年前 | 無                                                                          | File.949 File.972 File.1037 File.1109 | 赤井務武被羽田家的好友委託調查「羽田浩司事件」，然而遭遇黑衣組織，並將告別信寄給妻子瑪麗，稱自己「惹到了不得了的人」，此後便下落不明。 |
| 17年前 | 無                                                                          | File.972                              | 赤井秀一前往美國留學。 |
| 10年前 | 881-882 漣漪中的魔法師                                                      | File.972                              | 赤井拿到美國國籍並找到一份兼職的工作，回到日本後與世良真純首度見面，一旁的羽田秀吉則在尋找「瑪麗媽媽」（瑪麗·世良）。 瑪麗質疑赤井至美國留學的動機（調查父親務武遭遇事件的真相），亦對其欲加入FBI的決定感到相當不滿。 瑪麗提到務武「去世」前要其他人當作他從來沒存在過，赤井則心想父親的遺體尚未被人尋獲。 世良想方設法逗弄赤井皆未成功，而新一對赤井身分錯誤的推理卻意外使其大笑。 新一向眾人自稱是「福爾摩斯的弟子」，世良對此印象深刻。 |
| 10年前 | 881-882 漣漪中的魔法師                                                      | File.974                              | 瑪麗從赤井的言行看到其父務武的身影，便認同其欲加入FBI的想法。 世良發現新一又成功使赤井大笑，便稱其為「魔法師」。 |
| 5年前  | 497 紅與黑的碰撞 覺醒                                                       | File.599                              | FBI探員赤井秀一化名諸星大與宮野明美相遇，並藉此與宮野志保結識。 赤井開始臥底於黑衣組織，在組織內日漸嶄露頭角，被授予代號黑麥（Rye）。 |
| 4年前  | 491-504 紅與黑的碰撞                                                        | File.595 File.604                     | 臥底於黑衣組織的CIA探員伊桑·本堂殉職身亡。 |
| 4年前  | 836-837 關係不好的女子樂隊                                                  | File.937                              | 世良真純在車站月台遇見正在執行組織任務的赤井秀一及蘇格蘭（Scotch），並獲Scotch指導貝斯彈奏技巧，隨後波本（Bourbon）也出現在月台。 |
| 4年前  | 866-867 背叛的舞台                                                          | File.957                              | 組織臥底身分曝光的日本公安警察Scotch準備自殺，赤井上前阻止並表明自己FBI的身分以協助他脫逃。 此時，樓梯間傳出腳步聲，Scotch為湮滅手機資料與自保，在其他組織成員抵達前開槍自殺。 赤井得知Scotch開槍自殺的目的，便將現場製造成是他槍殺Scotch。 |
| 4年前  | 866-867 背叛的舞台                                                          | File.956                              | 波本（Bourbon）看見赤井拿著手槍站在已身亡的Scotch面前，檢查現場後認為Scotch是因赤井逼迫而自殺，因此開始痛恨赤井。 |
| 3年前  | 無                                                                          | File.1049                             | Vermouth開始假扮務武出現在倫敦沃克斯霍爾橋附近，引起軍情六處的注意。 |
| 3年前  | 無                                                                          | File.771 File.1049                    | 瑪麗從軍情六處得知務武在倫敦出現後，便帶上世良前住英國。 |
| 3年前  | 無                                                                          | File.1114                             | 大岡前首相的孫女大岡紅葉乘坐祖父的專車到一新建別墅，並躲在廚房地板下的收納櫃，一夥歹徒因此誤以為前首相來到別墅，準備發動襲擊。 日本公安警察伊織無我在別墅制服來襲歹徒後，於廚房地下收納櫃歇息期間遇見紅葉，紅葉隨後幫伊織處理傷口。 歹徒回到廚房準備襲擊紅葉，被伊織擊退後其中一人逃跑。 |
| 2年前  | 307-308 殘留下來的無聲證言                                                  | File.380                              | 龍舌蘭（Tequila）找到板倉卓，命令他開發一種系統軟件，但遭到拒絕，黑衣組織之後不斷騷擾板倉卓，最終迫使他就範。 |
| 2年前  | 無                                                                          | File.599 File.1066                    | 赤井在捕獲琴酒（Gin）的行動中因卡邁爾的失誤導致行動失敗，並在假扮老人的蘭姆（Rum）面前身份暴露，最終被迫離開組織。 |
| 2年前  | 無                                                                          | File.1066                             | Rum向柯倫（Korn）發送赤井和卡邁爾的郵件照片，說他們是FBI，如果看見便直接射殺。 |
| 1年前  | 無                                                                          | File.179                              | 宮野志保結束美國留學，回到日本繼續APTX-4869的研究。 |
| 1年前  | 286-288 工藤新一的紐約事件                                                  | File.350                              | 工藤新一和毛利蘭到紐約遊玩，有希子招待他們，在劇院門口兩人遇見並認識莎朗·溫亞德。 |
| 1年前  | 286-288 工藤新一的紐約事件                                                  | File.351                              | 在歌劇開演前，莎朗藉口有事（假扮成銀髮殺人魔以吸引赤井秀一）先離開。（Vermouth認為偽裝成一般的連續殺人魔可以降低赤井的警戒心） |
| 1年前  | 286-288 工藤新一的紐約事件                                                  | File.354                              | 劇院的殺人案件解決後，小蘭在路上先是遇見了正在追捕銀髮殺人魔的赤井秀一，又在廢棄倉庫裡遇見逃亡中受傷的銀髮殺人魔（Vermouth假扮）。 銀髮殺人魔在想將兩人滅口時因欄杆斷裂而從高處掉落，被小蘭和新一所救。 事後，銀髮殺人魔被發現自殺，但現場所有的痕跡都被抹去。（實際為Vermouth所殺） 莎朗託有希子轉告給小蘭一句話：「妳說的沒錯，我發現身邊似乎也有個天使。」 |
| 1年前  | 無                                                                          | File.433                              | 莎朗假造自己的死亡，以女兒克莉絲·溫亞德的假身份繼續生活下去。 |
| 現在   | 1 雲霄飛車殺人事件                                                          | File.1                                | 新一和小蘭去遊樂場玩時無意間目睹神秘黑衣人的地下交易，Gin、伏特加（Vodka）發現後強行灌下最新研發的APTX-4869。 |
| 現在   | 2 董事長千金綁架事件                                                        | File.2                                | 新一發現身體縮小後將此事告知阿笠博士，決定隱藏身分，並化名江戶川柯南，寄居於毛利偵探事務所。 |
| 現在   | 4 大都會暗號地圖事件                                                        | File.36-39                            | 柯南轉入帝丹小學，成為少年偵探團一員。 |
| 現在   | 5 新幹線大爆破事件 52 霧天狗傳說殺人事件                                    | File.33-35                            | 漫畫中柯南藉由竊聽得知Gin和Vodka的代號。 （動畫中改為霧天狗殺人事件片頭） |
| 現在   | 43 江戶川柯南誘拐事件                                                       | File.49-51                            | 工藤夫婦得知柯南的真實身分。 |
| 現在   | 48-49 外交官殺人事件                                                        | File.92-96                            | 服部平次登場，柯南喝下白乾意外恢復工藤新一之身。 |
| 現在   | 54 電玩公司殺人事件                                                         | File.114-116                          | 柯南偶遇黑衣組織的成員Tequila，但其被意外炸死。 |
| 現在   | 57-58 福爾摩斯迷殺人事件                                                    | File.121                              | 服部平次得知柯南的真實身分。 |
| 現在   | 129 來自黑暗組織的女子 大學教授殺人事件                                     | File.179                              | 宮野志保查看APTX-4869的服藥名單時發現，所有服藥者皆顯示「死亡」，但只有工藤新一是顯示「不明」。 組織於一個月內二度潛入工藤宅邸內調查，未發現居住的人為痕跡，但宮野志保發覺其童年時期的服裝全部遺失。 二度調查未果後，宮野志保將工藤新一的狀態改為「死亡」。 |
| 現在   | 340-341 隱藏在廁所中的秘密                                                  | File.425                              | 宮野明美將母親艾蓮娜生前留給灰原的錄音帶藏在出島設計事務所的廁所內。 |
| 現在   | 495 紅與黑的碰撞 昏睡                                                       | File.599                              | 宮野明美在搶劫銀行的前夜向赤井傳送簡訊。 |
| 現在   | 128 黑暗組織十億元搶劫事件                                                  | File.13-16                            | 宮野明美化名廣田雅美並完成搶劫十億日元的任務，卻被Gin殺害，彌留之際向到場救援的柯南說出關於組織的事。 |
| 現在   | 129 來自黑暗組織的女子 大學教授殺人事件                                     | File.179                              | 宮野志保得知姊姊宮野明美的死訊後，因擅自中止藥物研究被組織監禁。 宮野志保準備服藥自殺卻意外變小，於是逃離組織並寄住阿笠博士家，並化名灰原哀。 |
| 現在   | 129 來自黑暗組織的女子 大學教授殺人事件                                     | File.176                              | 灰原轉入帝丹小學。 |
| 現在   | 129 來自黑暗組織的女子 大學教授殺人事件                                     | File.178                              | 灰原向柯南表明自己的組織代號為雪莉（Sherry），研發藥物的名稱為APTX-4869， |
| 現在   | 129 來自黑暗組織的女子 大學教授殺人事件                                     | File.179                              | 灰原因調查工藤宅邸時發現到的現象感到有興趣，私自改寫服藥名單的資料。 灰原也提到自己背叛的原因除了組織擅自使用尚在試驗性階段的APTX-4869外，最大的原因為姊姊的死亡。 柯南欲得知APTX-4869的相關資訊，前往大學教授廣田正巳的居所調查，卻發現廣田的遺體。 |
| 現在   | 129 來自黑暗組織的女子 大學教授殺人事件                                     | File.181                              | 案件解決後，灰原告知柯南「廣田雅美」為宮野明美的化名，柯南得知此事後，對十億元搶案時未能成功搭救明美而感到相當懊悔。 柯南成功獲得APTX-4869的資料，卻被電腦病毒「暗黑男爵」全部銷毀。 |
| 現在   | 130-131 競技場一視同仁脅迫事件                                              | File.189                              | 灰原提到組織在半世紀前就已經開始策劃某個大計劃。 |
| 現在   | 130-131 競技場一視同仁脅迫事件                                              | File.191                              | 柯南為要趕在時限內找出犯人而著急，灰原說：「人是不能違逆時光的洪流的，若是勉強改變，人類是會得到懲罰的。」 |
| 現在   | 170-171 黑暗中的死角                                                        | File.234-237                          | 新出智明的父親被繼母所設的機關殺害，在柯南的協助下破案。柯南建議繼母寫出假的犯案手法以保護無辜的幫傭。新出智明在門外知道事件的真相。 |
| 現在   | 176-178 與黑暗組織再次重逢                                                  | File.238                              | 柯南和灰原在街上偶然看見Gin的保時捷356A，意欲跟蹤時，卻被Gin發現追蹤器並將其銷毀，但柯南依然得知組織成員皮斯可（Pisco）將在杯戶飯店進行暗殺行動。 |
| 現在   | 176-178 與黑暗組織再次重逢                                                  | File.239                              | 柯南和灰原趕到杯戶飯店，Gin將Sherry在跟蹤自己的事通知Pisco，並告訴他Sherry必定也會去杯戶飯店。 Gin與Pisco通話時提到「殘廢的名偵探」。 |
| 現在   | 176-178 與黑暗組織再次重逢                                                  | File.240                              | Pisco暗殺成功後發現灰原，將她迷昏後關在飯店酒窖裡。 |
| 現在   | 176-178 與黑暗組織再次重逢                                                  | File.241                              | 灰原與柯南取得聯繫後提到APTX-4869的命名來源，組織人員將還在研發階段的此藥物稱為「殘廢的名偵探」。 灰原欲將組織電腦內有關APTX-4869的資料存進MO。 柯南讓灰原喝下白乾後，灰原恢復身體，從煙囪逃至飯店頂樓，而Gin和Vodka早已在頂樓埋伏。 |
| 現在   | 176-178 與黑暗組織再次重逢                                                  | File.242                              | 灰原在Gin的拷問下拒絕說出離開組織後的行動，身中數槍。 柯南趕到後用麻醉槍擊中Gin，同時灰原由煙囪逃回酒窖，而Gin用槍朝自己中針處開一槍以保持清醒。 Pisco露出真面目時，灰原因白乾效力已過，身體變回小孩模樣。 Pisco提到宮野夫婦的事並準備處決灰原時，柯南再次趕到解救。 Gin因Pisco在暗殺中出現重大失誤而將其滅口。 案件結束後，灰原說存有藥物信息的MO已經被燒毀。（實際上仍放在上衣口袋裡面） 柯南不解為何Gin能夠藉由一根褐髮就聯想到宮野志保。 克莉絲·溫雅德（Vermouth）搭上Gin的車，決定息影暫時在日本定居，並說：「我還有些很在意的事要調查…」。                                                     |
| 現在   | 345 與黑暗組織直面對決 滿月之夜的雙重謎案                                   | File.433                              | 長大的茱蒂加入FBI，追查Vermouth來到日本，化名茱蒂·聖提米利翁，並以帝丹高中英語老師的身份潛伏下來。 |
| 現在   | 188 生死一瞬間 洞窟中的偵探團                                               | File.251                              | 小蘭提到新出醫生已經成為帝丹高中的校醫。 灰原的桌上有一張帶血的MO。 |
| 現在   | 190 生死一瞬間 第三個選擇 191 生死一瞬間 黑衣騎士 192 生死一瞬間 新一回來了 | File.254-258                          | 由於小蘭疑似已得知柯南的真實身分，灰原提議柯南服用APTX-4869的解藥試驗品以回復真身，自己則假扮成柯南。 新一的同學提到有新來的英語老師，是個身材很好的外國人（茱蒂）。 |
| 現在   | 345 與黑暗組織直面對決 滿月之夜的雙重謎案                                   | File.433                              | Vermouth製造車禍企圖害死新出智明一家，但新出一家事先被FBI暗中保護下來。 Vermouth開始假冒新出的身分。 |
| 現在   | 345 與黑暗組織直面對決 滿月之夜的雙重謎案                                   | File.433 File.500                     | FBI發現女明星克莉絲·溫雅德及女主播水無怜奈經常出入新出診所，便開始派人跟蹤調查。 |
| 現在   | 345 與黑暗組織直面對決 滿月之夜的雙重謎案                                   | File.433                              | 茱蒂潛入新出的房間，發現標靶上的照片後複製下來，由於灰原與照片中的人物相似，因此FBI猜測她就是Vermouth的目標。 Vermouth得知FBI曾潛入房間，並藉此調查FBI的底細。 |
| 現在   | 226-227 戰鬥遊戲的陷阱                                                      | File.270                              | 茱蒂首次登場並與柯南相識。 |
| 現在   | 226-227 戰鬥遊戲的陷阱                                                      | File.271                              | 茱蒂暗中觀察柯南協助警方查案。 |
| 現在   | 226-227 戰鬥遊戲的陷阱                                                      | File.272                              | 茱蒂表示她曾在帝丹高中學園祭時見過新一，並稱呼柯南為「Cool Guy」。（茱蒂以Vermouth照片上的標記稱呼柯南） 茱蒂與某人（FBI的同夥）通電話，聲稱發現到的其中一個目標物已改變外表還開始上學（Vermouth假扮的新出醫生），並將目標物取名為「Rotten Apple（腐爛的蘋果）」。 |
| 現在   | 230-231 神秘乘客                                                            | File.287                              | Gin問Vermouth是否已找到要找的東西，Vermouth回答尚未找到「本尊」（即宮野志保）。（由兩人對話可得知Gin並不了解Vermouth的行動內容） 少年偵探團和博士一行人搭巴士去滑雪，灰原提到去杯戶飯店阻止Pisco的暗殺行動時，感覺還有其他的組織成員在追思會現場。 此時，茱蒂和新出醫生（Vermouth假扮）也搭上巴士，茱蒂改稱柯南為「Cool Kid」。 光彥提到新出有去帝丹小學幫忙做身體檢查，柯南說當天灰原剛好請假。（Vermouth藉此得知柯南的真實身分為工藤新一） 赤井秀一首次登場並坐在巴士的最後一排，這時灰原感覺車上有組織的成員變得非常害怕。 巴士被強盜劫持，茱蒂絆倒歹徒，並藉機啟動歹徒手中的托卡列夫的安全裝置。 |
| 現在   | 230-231 神秘乘客                                                            | File.288                              | 柯南欲檢查滑雪袋的內容物，被強盜發現，此時新出跳出來維護柯南。 柯南透過灰原的表情得知車上亦有組織的成員。 Vermouth看見柯南傳給茱蒂的信息，暗中稱柯南為「Cool Guy」。 |
| 現在   | 230-231 神秘乘客                                                            | File.289                              | 茱蒂對歹徒說出「A secret makes a woman woman.」 灰原留在快爆炸的巴士上想一死了之，最後被柯南所救。 事後，赤井與人通話，說：「『目標』尚未現身，改天再重新調查。」 |
| 現在   | 233-234 無法消失的證據                                                      | File.290                              | 柯南提到高木刑警有向他說「巴士劫持事件」中的乘客並沒有身分不明的可疑人物，他認為巴士上會有組織的成員是純屬巧合，並未發覺灰原的存在。 |
| 現在   | 242 元太的災難                                                              | File.304                              | 灰原提到Gin是左撇子。 |
| 現在   | 253-254 總局刑警戀愛物語4                                                   | File.329                              | 小蘭至廁所找柯南時與赤井擦肩而過，小蘭似乎對其有印象。 |
| 現在   | 253-254 總局刑警戀愛物語4                                                   | File.330                              | 新出醫生（Vermouth假扮）得知柯南可以利用變聲器假扮別人。 柯南發現新出的演技很出色。 |
| 現在   | 258-259 來自芝加哥的男人                                                    | File.325                              | 詹姆斯·布萊克首次登場並與少年偵探團和博士結識。 詹姆斯問博士是否有見到一個留長髮的男子（即赤井秀一）。 詹姆斯稱自己是在倫敦的貝克街出生，於卡彭所在的芝加哥長大，灰原對此有特殊感覺，柯南則不以為然。 |
| 現在   | 258-259 來自芝加哥的男人                                                    | File.326                              | 赤井開著雪佛蘭經過少年偵探團旁邊，灰原突然感到一陣恐懼。 |
| 現在   | 258-259 來自芝加哥的男人                                                    | File.327                              | 詹姆斯發現柯南的不一般，稱呼柯南為「Cool Guy」。 詹姆斯在警方作筆錄前被赤井接走，灰原仍認為她很可疑。 柯南很在意詹姆斯的名字，他會聯想到「Professor James Moriarty」，但可能因為自己是福爾摩斯迷的緣故。 事後，由詹姆斯與赤井的對話可得知赤井將之前留的長髮剪掉，並打算讓甩掉他的「戀人」（即Gin）後悔一輩子。 |
| 現在   | 269-270 犯罪的紀念品                                                        | File.336                              | 高木提到警視廳與毛利小五郎相關的案卷在「巴士劫持事件」當天被人偷走，後又被完整送回。 |
| 現在   | 269-270 犯罪的紀念品                                                        | File.337                              | 赤井暗中監視毛利偵探事務所。 |
| 現在   | 271-272 情急之下的應變之道                                                  | File.339                              | 茱蒂在談話中提到FBI。 |
| 現在   | 271-272 情急之下的應變之道                                                  | File.340                              | 案件解決後，茱蒂與小蘭和柯南離別時心想：「採收蘋果的時刻差不多到了吧？」 Vermouth發郵件給Gin，提到雪莉酒，並且向宮野志保被打叉的照片發飛鏢，旁邊還有柯南和蘭的照片。 |
| 現在   | 274-275 幽靈鬼屋的真相                                                      | File.355                              | 新出醫生（Vermouth假扮）謊稱家人皆已搬至青森老家，自己則在為父親的命案出庭作證做準備。 |
| 現在   | 277-278 英文老師vs關西名偵探                                                | File.341                              | 案卷的丟失讓柯南很不安，他基本肯定克莉絲是組織的成員，並進一步懷疑「茱蒂=克莉絲」，剛巧趕來的服部對此很感興趣，於是鼓動柯南去茱蒂住的公寓試探，在雙方接觸過程中發生命案。 |
| 現在   | 277-278 英文老師vs關西名偵探                                                | File.343                              | 案子雖然解決，但是對茱蒂的試探未果。 另外，柯南表示除茱蒂外還有兩個可疑人物（即赤井和新出）。 最後，茱蒂浴室的鏡子後面出現柯南和小蘭的照片，並且照片上的字跡和Vermouth的一模一樣。 |
| 現在   | 284-285 中華街的雨中幻影 286-288 工藤新一的紐約事件                         | File.347-354                          | 小蘭回憶起她和新一去紐約玩發生的事。 小蘭清醒後，開始懷疑當時在廢棄倉庫街遇到的長髮男子（即赤井秀一）是FBI的一員。 |
| 現在   | 289-290 光彥森林迷失記                                                      | File.360                              | 灰原提到沼淵己一郎曾是組織成員一事。 |
| 現在   | 無                                                                          | File.380                              | 板倉卓完成系統軟件並嘗試詢問組織成員的身分及目的何在，對方（即Vermouth）回答： 「We can be both of God and the Devil. Since we're trying to raise the dead against the stream of time.」 |
| 現在   | 307-308 殘留下來的無聲證言                                                  | File.377                              | 小五郎受託尋找失踪的電腦工程師板倉卓，從委託人的談話中柯南了解到他就是在「電玩公司殺人事件」中被意外炸死的組織成員Tequila所接觸的對象。 |
| 現在   | 307-308 殘留下來的無聲證言                                                  | File.379                              | 通過追查案件，柯南獲得有關組織的線索——板倉的日記。 案件解決後，柯南和小蘭在街上遇到赤井秀一。 |
| 現在   | 309-311 接觸黑色組織                                                        | File.380                              | 赤井看著小蘭的哭臉提到一個和她很像的女人（即宮野明美），柯南也藉此了解小蘭和赤井曾相遇過，並得知赤井的真實身分可能為FBI。 柯南透過日記中得知黑衣組織的龐大計劃甚至影響到人類的前途，要使時光倒流。 |
| 現在   | 309-311 接觸黑色組織                                                        | File.381                              | 柯南得知黑衣組織的行蹤，並試圖冒充板倉與Vodka接頭。 |
| 現在   | 309-311 接觸黑色組織                                                        | File.383                              | 柯南的詭計被Gin識破而失敗，險些被Gin抓到。 最後柯南和灰原離開時，「恰巧」被赤井看到，灰原對此也有所感覺。 |
| 現在   | 312-313 染上夕陽的布偶                                                      | File.384                              | 灰原提到父親宮野厚司相當出名，被稱為「被學術界放逐的瘋狂科學家」。 灰原稱其在組織內研發的藥為「使死者復甦的秘藥」，但灰原也說她的主要研究目標並非如此。 |
| 現在   | 329-330 用錢買不到的友情                                                    | File.398                              | 阿笠博士認為灰原父親宮野厚司的性格很隨和，而母親艾蓮娜總是沉默寡言，是一個英國留學生。 |
| 現在   | 335-336 東都顯象所的秘密                                                    | File.417                              | 柯南和灰原都感覺到自己被人跟蹤。 |
| 現在   | 335-336 東都顯象所的秘密                                                    | File.419                              | 跟蹤者（FBI）最後被迫放棄。 赤井對著灰原的照片說「真是太像了！」（暗示他和灰原以前就曾相識） |
| 現在   | 338-339 四台保時捷                                                          | File.420                              | 灰原患感冒，送醫途中遇到命案，遇到小蘭、園子和茱蒂，赤井也跟蹤而來。 |
| 現在   | 338-339 四台保時捷                                                          | File.422                              | 博士借茱蒂的車將灰原送回家，並找新出醫生（Vermouth假扮）來看病。（Vermouth藉機在博士家安裝竊聽器，並藉此得知灰原的真實身分為宮野志保） Vermouth將灰原的照片燒毀，表明已發現灰原下落。 |
| 現在   | 340-341 隱藏在廁所中的秘密                                                  | File.423                              | 博士帶柯南和灰原去拜訪宮野厚司的生前好友——設計師出島社平，試圖了解更多關於灰原父親的事。 設計所的設計師提到宮野明美前陣子有回來「借廁所」，柯南和灰原認為一定有在廁所藏某樣東西。 |
| 現在   | 340-341 隱藏在廁所中的秘密                                                  | File.424                              | 灰原提到母親宮野艾蓮娜在組織內被稱為「Hell Angel」。 |
| 現在   | 340-341 隱藏在廁所中的秘密                                                  | File.425                              | 柯南在破案的同時，也找到宮野艾蓮娜生前留給灰原，由宮野明美設法藏在設計所的錄音帶。 Vermouth打電話找組織成員卡爾瓦多斯（Calvados）來幫忙，正策劃著某項行動。 |
| 現在   | 343-344 便利商店的陷阱                                                      | File.426                              | 茱蒂辭去帝丹高中老師的職務。 |
| 現在   | 343-344 便利商店的陷阱                                                      | File.427                              | 灰原聽母親艾蓮娜遺留下來的錄音帶，其中似乎提到一段驚人的事情。 |
| 現在   | 702 漆黑的神秘列車（隧道）                                                  | File.821                              | 宮野艾蓮娜在錄音帶中提到她在製作令組織實驗室的夥伴都雀躍不已的夢幻靈藥，而他們夫婦則另外稱呼它為「Silver Bullet（銀色子彈）」。 |
| 現在   | 343-344 便利商店的陷阱                                                      | File.428                              | 柯南以新一的聲音打電話問小蘭這陣子是否有到他家打掃（表示有人住過的跡象），蘭否定這個問題。（其實是有希子擔心柯南的安危而一直躲在工藤宅邸內） 小蘭和園子到茱蒂家中開聚會時，意外發現鏡子背後的照片。 |
| 現在   | 345 與黑衣組織的正面對決 滿月之夜的雙重謎案                                 | File.429                              | Vermouth利用幽靈船活動，邀請小五郎、新一和Gin，試圖調開柯南而刺殺灰原。 柯南透過信件內容推測Vermouth已經得知他與灰原的真實身分。 Gin提到Vermouth是「秘密主義者」，亦是Boss的意中人。 |
| 現在   | 345 與黑衣組織的正面對決 滿月之夜的雙重謎案                                 | File.433 File.434                     | 柯南邀請服部化妝成工藤新一赴會，而自己在母親有希子的幫助下化妝成灰原試圖和黑衣組織接觸。 |
| 現在   | 345 與黑衣組織的正面對決 滿月之夜的雙重謎案                                 | File.435                              | 蘭因想了解茱蒂的真正身份，躲進茱蒂汽車的後備箱裡。 |
| 現在   | 345 與黑衣組織的正面對決 滿月之夜的雙重謎案                                 | File.431                              | 茱蒂得知此計劃，搶先一步接走灰原並試圖將Vermouth引入陷阱，但Vermouth將計就計跟上前往。 |
| 現在   | 345 與黑衣組織的正面對決 滿月之夜的雙重謎案                                 | File.432                              | 茱蒂藉由新出智明父親命案真相及案卷的差異，揭發Vermouth假扮新出醫生的事實。 |
| 現在   | 345 與黑衣組織的正面對決 滿月之夜的雙重謎案                                 | File.433                              | 茱蒂懷疑灰原與相片中的女性（宮野志保）是否為同一人，也不解Vermouth將柯南和蘭的相片上分別寫「Cool Guy」、「Angel」的意涵為何。 茱蒂藉由指紋比對得知莎朗·溫亞德和克莉絲·溫亞德為同一人，並質問Vermouth為何「不會變老」。 灰原不放心柯南去，利用「犯人追蹤眼鏡」跟蹤前往。 |
| 現在   | 345 與黑衣組織的正面對決 滿月之夜的雙重謎案                                 | File.434                              | Gin提到他從不去記被他殺掉的人的長相及姓名。 有希子懷疑Vermouth先調離柯南再殺灰原的真正理由。 Vermouth認為宮野夫婦所做的研究相當愚蠢。 蘭在最後關頭從汽車後備箱跳出來拯救灰原，Vermouth不願向蘭開槍並叫她「Angel」。 Vermouth成功逃脫赤井的追捕，Calvados因雙腿被赤井用骨折導致無法逃離現場而選擇自殺。 赤井提到自己現在還不能和褐髮女孩（即灰原）見面。 最後，Vermouth給Boss發郵件時的按鍵音被柯南聽到，並聲稱自己已放棄追擊灰原。 Vermouth向Gin隱瞞柯南和灰原的事，並提到Boss曾稱赤井為「銀色子彈」，Gin對此相當不屑。 Vermouth認為柯南正是她期盼已久的「銀色子彈」。                               |
| 現在   | 346-347 找尋臀部上的印記                                                    | File.435                              | 茱蒂、柯南、灰原等人統一對日本警方的口徑，稱這起事件是拐賣兒童引發的槍擊事件，茱蒂在小蘭和園子探望時，也用同樣的說辭消除她們的疑慮。 |
| 現在   | 346-347 找尋臀部上的印記                                                    | File.437                              | 灰原拒絕茱蒂加入「證人保護計劃」的邀請。 |
| 現在   | 361-362 帝丹高中校園靈異事件                                                | File.457                              | 真正的新出醫生回歸。 |
| 現在   | 361-362 帝丹高中校園靈異事件                                                | File.459                              | 新出詢問茱蒂：「假扮我的人（Vermouth）真的是壞人嗎？」 |
| 現在   | 371-372 沉默的航線                                                          | File.464                              | 柯南看見犯人打電話的樣子時突然回想起Vermouth的樣貌。 |
| 現在   | 374-375 星星與香菸的暗號                                                    | File.466                              | 柯南調查上一事件犯人所打的電話，博士猜測可能是在鳥取縣倉吉經營旅館的某退休職棒選手，灰原一聽到「倉吉」二字就有特殊反應。 |
| 現在   | 374-375 星星與香菸的暗號                                                    | File.469                              | 山村操給他祖母發信息時，開頭按鍵音和Boss的郵件地址很像，是鳥取縣的號碼。 |
| 現在   | 385-387 斯特拉迪瓦里琴不協調的和音                                          | File.474                              | 柯南等人造訪一音樂世家，得知Vermouth發郵件給那位先生時所發出的按鍵音旋律為童謠《七個孩子》。 |
| 現在   | 394-396 詭異宅院大冒險                                                      | File.475                              | 柯南由按鍵音的旋律推理出黑衣組織Boss的郵箱地址為「#969#6261」，灰原稱那組號碼是「絕對不能開啟的潘多拉寶盒」。 |
| 現在   | 425 黑色衝擊！組織之手逼近的瞬間                                            | File.499                              | 女主播水無怜奈首次登場，並委託小五郎協助調查「門鈴怪客」。 柯南的竊聽器及發信器意外被黏在水無的鞋底。 |
| 現在   | 425 黑色衝擊！組織之手逼近的瞬間                                            | File.500                              | 柯南藉由竊聽器得知水無為組織成員基爾（Kir），將與Gin、Vodka、Vermouth、香緹（Chianti）、柯倫（Korn）進行暗殺計劃。 柯南巧遇茱蒂，茱蒂說FBI發現水無在Vermouth假扮新出後經常出入新出診所，便開始派人跟蹤，但剛才跟丟了。 |
| 現在   | 425 黑色衝擊！組織之手逼近的瞬間                                            | File.501                              | Chianti提到Vermouth深受Boss喜愛。 |
| 現在   | 425 黑色衝擊！組織之手逼近的瞬間                                            | File.502                              | 由於下雨，Gin下令至一處集合，準備執行另一作戰計劃。 水無的高跟鞋意外脫落，柯南欲藉機取回竊聽器及發信器，卻被水無發現，於是水無對柯南測謊。 柯南得知詹姆斯是FBI，也是茱蒂的上司。 茱蒂和詹姆斯表示赤井在得知組織的暗殺計劃後就不明去向。 |
| 現在   | 425 黑色衝擊！組織之手逼近的瞬間                                            | File.504                              | 赤井事先在離毛利偵探事務所700碼的高樓屋頂埋伏。 |
| 現在   | 425 黑色衝擊！組織之手逼近的瞬間                                            | File.503                              | Vermouth敲著機車上的儀表板刺探水無：「Kir，你該不會是這個（Knock，意指NOC）吧？」 FBI欲夾擊Vermouth卻發生車禍，意外發現被夾擊的機車騎士是水無而非Vermouth。 Gin發現柯南的竊聽器及發信器，在取得Boss的同意後，決定將目標轉移至毛利偵探事務所。 |
| 現在   | 425 黑色衝擊！組織之手逼近的瞬間                                            | File.504                              | Gin質疑小五郎與Sherry的關係，因為竊聽器及發信器的款式過於類似。 赤井成功狙擊Gin及其手中的竊聽器，並稱Gin為「我可愛的『戀人』」。 Gin認為小五郎與此行動並非毫無關係。 水無因意外受重傷導致昏迷不醒，FBI將其送進杯戶中央醫院。 柯南利用「蝴蝶結變聲器」替水無向電視台請長假。（FBI並不知道柯南會「變聲」） |
| 現在   | 427-428 超秘密上學之路                                                      | File.507                              | 小蘭提到班上剛轉來一個長的很像水無伶奈的男孩子。 |
| 現在   | 429-430 回不去的兩人                                                        | File.508                              | 本堂瑛祐首次登場。 |
| 現在   | 446-447 被封死的窗戶                                                        | File.532                              | 柯南得知案件真相，因察覺到瑛祐在暗中觀察他，而不使用「手錶型麻醉槍」與「蝴蝶結變聲器」進行推理。 |
| 現在   | 無                                                                          | File.553                              | Vermouth詢問目擊水無出事的小孩是否有目睹事故發生。 |
| 現在   | 462-465 黑衣組織之影                                                        | File.550                              | 茱蒂發現水無的過去背景全是捏造的。 瑛祐為確認目擊者的證言，做出與水無相同的動作。 |
| 現在   | 462-465 黑衣組織之影                                                        | File.551                              | 柯南根據瑛祐的測謊動作，推估他與水無伶奈有某種關聯。 柯南在推理出案件真相的同時，發現瑛祐正捶著橋上的欄杆。 |
| 現在   | 462-465 黑衣組織之影                                                        | File.552                              | 案件解決後，柯南透過瑛祐的言行確認他正在打聽有關水無伶奈的消息。 |
| 現在   | 462-465 黑衣組織之影                                                        | File.553                              | Gin提到Kir（水無）曾在絕境下反殺臥底在組織裡的「老鼠」，但Gin早已忘記長相及名字，只得知他擁有多重身分，並非簡單人物。 Gin也表示自己已鎖定目標，現在正進行刺探的階段。 瑛祐發現一樁有趣的案子希望小五郎可以前去調查，地點正在水無發生車禍的現場附近，引起柯南的警覺。 柯南得知有穿黑衣的外國女人（即Vermouth）曾問過被害人的兒子一些問題，並注意到他正是目擊水無出事的小孩。 |
| 現在   | 462-465 黑衣組織之影                                                        | File.555                              | Gin想起曾臥底在組織的「老鼠」叫做本堂。 |
| 現在   | 466-467 堅不可摧的雪人                                                      | File.556                              | 柯南向灰原提到水無受重傷住院的事情已經被黑衣組織發現，他已經將此事通知FBI。 柯南認為瑛祐應該不是黑衣組織的同夥，因為他曾看見瑛祐捶著橋上的欄杆，一臉不甘心的哭著。 |
| 現在   | 479 與服部平次共度的3天                                                     | File.559                              | 柯南在水無伶奈的粉絲網站上發現一張照片是以通天閣為背景且出現相貌酷似水無的女子，於是請服部在大阪協助調查。 |
| 現在   | 484-485 黑色照片的下落                                                      | File.582                              | 園子提到瑛祐最近一下課就不見蹤影。 服部和柯南通話，柯南得知瑛祐的父親極為沉默寡言，其工作夥伴總是穿黑衣，每次同行者對他的稱呼也都不同。 |
| 現在   | 484-485 黑色照片的下落                                                      | File.584                              | 柯南和灰原進行調查，得到一張意外拍到瑛祐父親的照片，並得知他父親受雇於「Company」。 |
| 現在   | 491 紅與黑的碰撞 開端 492 紅與黑的碰撞 血緣                                 | File.585                              | 柯南和服部通話討論搜查結果，兩人都認為若瑛祐父親確實是「Company」（即CIA）的人，會使事情變得更加棘手。 瑛祐四處尋找與水無伶奈長得完全相同的姊姊。 |
| 現在   | 491 紅與黑的碰撞 開端 492 紅與黑的碰撞 血緣                                 | File.586                              | 柯南藉由水無的新聞錄影及瑛祐的話推得水無和瑛祐姊姊的血型不同，因此兩者為不同人，並進而推出瑛祐尋找水無的真正理由。 |
| 現在   | 491 紅與黑的碰撞 開端 492 紅與黑的碰撞 血緣                                 | File.587                              | 柯南請茱蒂調查瑛祐父親的身分。 柯南從瑛祐母親遺物中的母子手冊確認水無和瑛祐的姊姊必為不同人。 |
| 現在   | 494 紅與黑的碰撞 冥土                                                       | File.590                              | 案件解決後，柯南看見瑛祐打赤膊後感到有些怪異。 |
| 現在   | 無                                                                          | File.595                              | 瑛祐在杯戶中央醫院裡聽到與父親傳給同事郵件信箱發出相同的按鍵音（為童謠《七個孩子》的旋律）後失蹤。 |
| 現在   | 495 紅與黑的碰撞 昏睡                                                       | File.595                              | 小蘭提到瑛祐失蹤聯繫一陣子，似乎是因為他在杯戶中央醫院裡發現線索。 茱蒂查出瑛祐父親的本名叫伊森·本堂，在4年前被水無殺害。 柯南藉由瑛祐發現的線索得知醫院內有黑衣組織的同夥。 |
| 現在   | 495 紅與黑的碰撞 昏睡                                                       | File.596                              | 赤井在談話中提到「NOC」，令柯南有些在意。 |
| 現在   | 496 紅與黑的碰撞 侵入                                                       | File.596                              | 柯南從護士得知瑛祐曾做過白血病手術。 水無雖已恢復意識，仍假裝在昏迷狀態。 |
| 現在   | 496 紅與黑的碰撞 侵入                                                       | File.597                              | 柯南和FBI試探3個疑似組織同夥的病患。 柯南假藉有東西忘在病房的名義觀察水無。（柯南由床墊的皺褶變化得知水無已經恢復意識） |
| 現在   | 496 紅與黑的碰撞 侵入                                                       | File.598                              | 柯南和FBI由刺探的結果得知假扮成病患的組織同夥為楠田陸道。 |
| 現在   | 497 紅與黑的碰撞 覺醒                                                       | File.598                              | 楠田為躲避赤井的追捕便朝自己頭部舉搶自盡。 |
| 現在   | 497 紅與黑的碰撞 覺醒                                                       | File.599                              | 柯南得知赤井與宮野明美是戀人關係，曾化名諸星大臥底於黑衣組織，組織內的代號為Rye，在2年前的一次行動中因某位搜查官（即卡邁爾）的失誤被組織拋棄。 赤井重新回顧宮野明美傳來的簡訊，並回憶兩人相識的經過。 |
| 現在   | 497 紅與黑的碰撞 覺醒                                                       | File.604                              | 柯南問赤井：「這場孤注一擲的大賭局（指赤井要佯裝死亡，改換身分潛伏調查），你有沒有興趣參與啊？」，赤井答應這項要求。 柯南用「蝴蝶結變聲器」讓赤井暫時離開（赤井因此得知柯南「變聲」的秘密），使瑛祐有機會潛入病房。 |
| 現在   | 497 紅與黑的碰撞 覺醒                                                       | File.599                              | 瑛祐潛入病房內質問水無關於姊姊本堂瑛海的情況，準備刺殺時，卻被水無阻止。 此時，剛來到醫院的卡邁爾正在與其他人（即赤井）通話。 |
| 現在   | 500 紅與黑的碰撞 遺言                                                       | File.604                              | 瑛祐以水無的反應得知水無就是他姊姊瑛海，柯南解釋瑛祐小時候曾為了治療白血病而以姊姊的骨髓進行移殖手術（由於HLA的緣故），他的血型是在經過化療放射線破壞後改變的。 柯南表示自己是藉由測謊動作及Vermouth的暗示得知水無的CIA情報員身分。 水無提到他原本的任務是引薦繼任的聯絡員給臥底的父親。 水無也表示委託小五郎協助調查「門鈴怪客」主要是為了取得聯絡方式，請他保護瑛祐。 赤井提議水無再度回到組織裡臥底。 |
| 現在   | 無                                                                          | File.897                              | 赤井為避免留下指紋，事先用膠水使手指形成塗層。 |
| 現在   | 498 紅與黑的碰撞 攪亂 499 紅與黑的碰撞 偽裝 500 紅與黑的碰撞 遺言           | File.600                              | FBI討論將水無送出院的作戰計劃時，赤井左手拿的咖啡罐意外掉落。 隔天早上，黑衣組織製造3起事故使大批病患湧入醫院。 |
| 現在   | 498 紅與黑的碰撞 攪亂 499 紅與黑的碰撞 偽裝 500 紅與黑的碰撞 遺言           | File.601                              | 組織以楠田陸道的名義將大量炸彈包裝成慰問品送給病患。 FBI回收炸彈時發現醫院的電視裡播放出水無伶奈的影像。 |
| 現在   | 498 紅與黑的碰撞 攪亂 499 紅與黑的碰撞 偽裝 500 紅與黑的碰撞 遺言           | File.602                              | 赤井和柯南發現這些行動是組織透過一連串誘導，使FBI無意間暴露水無病房的所在位置。 由於組織已經得知水無的行蹤，詹姆斯下令立刻將水無帶出醫院。 柯南建議可以用阿笠博士的金龜車載水無，赤井否定這項意見，並用右手將柯南的手機關起來。 赤井則另外提出一個妙計，卡邁爾自願擔任載水無的司機。 赤井對表情不安的柯南說：「不要露出那種表情嘛。」 茱蒂因卡邁爾的言論感到不放心，卻被卡邁爾擊暈。 |
| 現在   | 498 紅與黑的碰撞 攪亂 499 紅與黑的碰撞 偽裝 500 紅與黑的碰撞 遺言           | File.603                              | 運送水無的過程中，組織成員跟車在後，Gin利用熱像儀及發信器正確地判斷出載有水無的箱型車。 水無利用炸彈盒將卡邁爾擊昏，迫使箱型車停下來，並重新回歸黑衣組織的行列。 |
| 現在   | 498 紅與黑的碰撞 攪亂 499 紅與黑的碰撞 偽裝 500 紅與黑的碰撞 遺言           | File.604                              | 赤井向FBI透露「將水無『送』回組織」是他和柯南一起擬定的戰略。 茱蒂和詹姆斯抱怨為何不先告知計畫內容，赤井回答：「我要的不是演戲，而是真實情感。」 |
| 現在   | 501 紅與黑的碰撞 嫌疑                                                       | File.605                              | 赤井表示讓水無重新回到組織並非是當FBI的線民，而是以CIA情報員的身分調查。 Gin不相信赤井會訂出讓組織輕易奪回Kir的計劃，懷疑這背後還有內情。 柯南向灰原提到FBI正在說服瑛祐答應「證人保護計劃」。 灰原相當好奇赤井這號人物，但柯南不願透露信息。 |
| 現在   | 502 紅與黑的碰撞 潔白                                                       | File.606                              | 卡邁爾提到他2年前曾來過日本。 茱蒂欲解救涉嫌殺人事件的卡邁爾時，赤井說他今天有種不好的預感。 成功將水無「送」回組織之後，水無接到來自Boss的任務：「殺死赤井秀一」。 |
| 現在   | 502 紅與黑的碰撞 潔白                                                       | File.607                              | 卡邁爾回憶因個人疏失導致赤井身分曝光的經過。 赤井接到水無的來電並答應兩人單獨會面。 詹姆斯欲打電話叫茱蒂回來討論對策，卻被赤井用左手阻止下來。 |
| 現在   | 783 緋色的真相                                                              | File.898                              | 詹姆斯發現赤井手掌的異常，赤井於是向其透露完整的計劃內容。 |
| 現在   | 503 紅與黑的碰撞 決死                                                       | File.607                              | 柯南發現茱蒂的手機有問題，便主動將自己的手機借給茱蒂。 |
| 現在   | 503 紅與黑的碰撞 決死                                                       | File.608                              | 赤井赴會前對詹姆斯說：「接下來的事就拜託你了…」 |
| 現在   | 504 紅與黑的碰撞 殉職                                                       | File.608                              | 赤井將車停在來葉山道的山谷邊，從副駕駛座下車，右胸中槍時，右手卻一直插在口袋裡。 |
| 現在   | 504 紅與黑的碰撞 殉職                                                       | File.609                              | 水無將手槍對準赤井的頭部，赤井感慨地說：「沒想到竟會走到這一步…」，水無回應：「我也很驚訝，居然進行得那麼順利…」 水無在成功槍殺赤井後引爆炸彈。 FBI透過新聞得知來葉山道發生一起火燒車事故，車內有一具焦屍。 茱蒂想起赤井曾碰過柯南的手機，可以拿來確認指紋。 鑑識的結果證實焦屍的指紋與赤井的相符合。 事後，茱蒂將手機還給柯南，而柯南發現手機序列號不同，因此得知手機已被掉包。 柯南未追問手機被掉包的原因，隨後沉默一陣子。 |
| 現在   | 507-508 卡拉OK包廂的死角                                                    | File.621                              | 瑛祐拒絕「證人保護計劃」，打算前往美國，並藉由套話得知柯南的真實身分。 瑛祐說FBI裡似乎有人殉職，柯南微笑地表示「不要緊」。 |
| 現在   | 509 紅白黃色與偵探團                                                        | File.622                              | 水無急報：「組織派出厲害的成員波本（Bourbon），並擁有過人的情報收集能力、觀察力和洞察力。」 自稱東都大學工科研究生的沖矢昴（赤井秀一易容）以縱火嫌疑人登場，此時，灰原感受到組織的氣息，但一下子就消失。 |
| 現在   | 509 紅白黃色與偵探團                                                        | File.623                              | 沖矢聲稱他最喜愛及最厭惡的顏色為黑色，並根據柯南的推理提到《銅山毛櫸案》，表示自己相當著迷福爾摩斯。 |
| 現在   | 510 柯南vsW暗號推理                                                         | File.624                              | 由於沖矢所居住的公寓遭人縱火燒毀，於是詢問是否可以暫時寄居博士家，但遭到灰原拒絕。 柯南建議沖矢可以去借住新一家，高興地把家門鑰匙交給他，並希望他能「好好看家」， 而灰原欲勸告阻止時卻被柯南以「福爾摩斯迷一定不是壞人」為理由打發。（暗示柯南對沖矢極為信任） |
| 現在   | 510 柯南vsW暗號推理                                                         | File.638                              | 小蘭和園子準備在工藤宅打掃時，正巧碰見沖矢在用左手刷牙。 小蘭認為是小偷入侵並用空手道攻擊時，卻被沖矢巧妙地假裝被擊倒，還覺得沖矢有似曾相識的感覺。 |
| 現在   | 510-511 推理對決！新一vs沖矢昴                                              | File.639                              | 小蘭和園子發現沖矢的推理能力很強。 由於柯南說要保密與新一有關的事情，小蘭便編造屋主是「金一」以回應沖矢的疑惑。 |
| 現在   | 510-511 推理對決！新一vs沖矢昴                                              | File.640                              | 案件解決後，沖矢坐在書桌前笑著喝波本酒。 |
| 現在   | 521 殺人犯 工藤新一                                                         | File.646-647                          | 柯南誤服灰原製作的解藥試驗品，第三次恢復工藤新一之身。 |
| 現在   | 522 新一的真實身分和小蘭的眼淚                                              | File.652                              | 藥效即將消失時，灰原和博士及時給新一送來另一顆解藥。 灰原提到若是頻繁服用解藥，將會產生抗藥性，維持藥效的時間會縮短。 |
| 現在   | 542-543 魚兒消失的一角岩                                                    | File.665                              | 沖矢展現出色的推理能力，灰原覺得他很可疑。 |
| 現在   | 542-543 魚兒消失的一角岩                                                    | File.666                              | 犯人突然挾持步美，沖矢以出乎意料的言論挑釁，此時，灰原再次感到壓迫感。 沖矢成功打掉犯人的匕首，迅速地從犯人懷中救下步美。 灰原藉此事件幾乎篤定沖矢一定是黑衣組織的成員。 |
| 現在   | 無                                                                          | File.824                              | Bourbon為了確認赤井秀一的生死，便假扮成赤井模樣的傷疤男，以觀察周遭人的反應。 |
| 現在   | 563-564 偵探團vs強盜團                                                      | File.677                              | 卡邁爾提到赤井很喜歡喝波本酒。 茱蒂遇見疑似赤井的傷疤男。 |
| 現在   | 563-564 偵探團vs強盜團                                                      | File.679                              | 「傷疤赤井」用右手開槍救下被綁匪抓住的柯南。 |
| 現在   | 578 引發危機的紅色前兆                                                      | File.699                              | 少年偵探團提到在銀行搶案時，有見到「巴士劫持事件」中戴著黑色針織帽的男子，但他的臉上多一道傷疤，柯南得知後大驚失色。 |
| 現在   | 579 黑色13的暗示                                                            | File.700                              | Vodka提到新聞中出現與長得赤井相似的男人。 「傷疤赤井」再次出現，此時，在商場的茱蒂收到「這裡很危險，快逃！」的字條。 |
| 現在   | 579 黑色13的暗示                                                            | File.701                              | Gin欲檢驗赤井秀一是否生還，並以此來證實Kir是否是臥底，於是派Chianti、Korn在商場附近埋伏。 |
| 現在   | 580 步步逼近的黑色期限                                                      | File.702                              | Gin質疑Kir槍殺赤井時有事先動過手腳。 此時沖矢也在商場，首次見到「傷疤赤井」，並未被其發現。 |
| 現在   | 580 步步逼近的黑色期限                                                      | File.703                              | Kir提到Bourbon是為了搜索Sherry而出動，Gin則表示Bourbon也是「秘密主義者」，Vodka也說Bourbon亦十分痛恨赤井。 「傷疤赤井」用別人的手機將自己對商場案件的推理發給小五郎。 |
| 現在   | 581 搖曳的紅色目標                                                          | File.703                              | 沖矢在窗邊看見Gin的保時捷和拿著來福槍準備狙擊的Chianti。 |
| 現在   | 581 搖曳的紅色目標                                                          | File.704                              | 茱蒂得知組織的行蹤後欲阻止「傷疤赤井」出商場大門時，被沖矢撞倒在地上。 沖矢對茱蒂說：「我們雙方的過錯各占一半。」 Vermouth前來阻止Gin的暗殺行動，並提到boss是屬於「因敲擊過度而使石橋垮下來（比喻行事謹慎固執）」的人。 「傷疤赤井」突然對著瞄準鏡露出詭異的笑容。 事後，柯南從沖矢的話可得知他也在尋找「傷疤赤井」，但沖矢表示似乎是認錯人，並說：「畢竟是從以前就非常熟悉的面孔，不可能會看錯。」 |
| 現在   | 616-621 福爾摩斯默示錄                                                      | File.743                              | 柯南因緣際會可以前往倫敦，並因「江戶川柯南」沒有正式戶籍而不能出國的原因第四次恢復身體。 |
| 現在   | 616-621 福爾摩斯默示錄                                                      | File.752                              | 新一首次向小蘭正面表白。 工藤夫婦得知灰原是APTX-4869的研發者。 |
| 現在   | 616-621 福爾摩斯默示錄                                                      | File.749                              | 柯南在溫布頓網球賽的直播自稱是「福爾摩斯的弟子」。 |
| 現在   | 1045-1046 遭天譴的生日宴                                                    | File.1048-1049                        | 瑪麗在倫敦沃克斯霍爾橋遇到赤井務武，然而發現對方為Vermouth假扮後被後者餵下其妹妹（即宮野艾蓮娜）制造的APTX-4869，墜入泰晤士河後變小。 |
| 現在   | 1045-1046 遭天譴的生日宴                                                    | File.1025 File.1050                   | 世良和瑪麗從溫布頓網球賽的直播得知柯南出現在倫敦，從而回想起10年前自稱是「福爾摩斯的弟子」的新一，確認兩者為同一個人並擁有恢復身體原狀的解藥，瑪麗要求世良接近柯南，從而取得解藥，因此從倫敦回到日本。 |
| 現在   | 646-647 幽靈旅館的推理對決                                                  | File.768                              | 自稱偵探的假小子世良真純首次登場，並展現出優異的截拳道身手。 |
| 現在   | 646-647 幽靈旅館的推理對決                                                  | File.769                              | 推理案件的過程中，世良相當關注柯南的意見。 |
| 現在   | 646-647 幽靈旅館的推理對決                                                  | File.770                              | 世良推理錯誤，於是柯南用新一的聲音打電話來解決案件。 案件解決後，世良正式轉入帝丹高中。 |
| 現在   | 648-650 偵探事務所挾持事件                                                  | File.771                              | 世良提到她3年前開始住在美國，最近才回到日本。 柯南認為世良是故意推理錯誤，並覺得似曾相識，而且不像是壞人。 |
| 現在   | 648-650 偵探事務所挾持事件                                                  | File.774                              | 世良表示她藉此事件得知柯南和工藤新一的交情非常好，還認為小蘭比自己想像中還要難應付。 |
| 現在   | 651 柯南vs平次 東西偵探推理對決                                             | File.778                              | 卡邁爾意外碰上命案，世良得知是FBI後有特別反應。 |
| 現在   | 651 柯南vs平次 東西偵探推理對決                                             | File.780                              | 茱蒂和卡邁爾感覺世良很像某個人，詹姆斯則一眼看出世良是女孩子。 |
| 現在   | 656-657 博士的視頻網站                                                      | File.775                              | 世良向光彥、元太打聽「博士家的小女孩」（即灰原哀）及新一的情報，並看著新一家的窗戶說：「我還以為是誰擅自住進來了呢，不過現在看來真是杞人憂天了啊…」，此時沖矢正躲在窗邊看著。 沖矢跟蹤準備採購咖哩食材的少年偵探團。 |
| 現在   | 656-657 博士的視頻網站                                                      | File.776                              | 沖矢用竊聽器聽柯南和灰原的對話。 |
| 現在   | 656-657 博士的視頻網站                                                      | File.777                              | 柯南不解世良為何能在看博士上傳的影片後，一眼就發現從博士眼鏡片中印出灰原的影像。 事後，世良將意外拍到灰原影像的影片從電腦中刪除。 |
| 現在   | 667-668 婚禮前夕                                                            | File.793                              | 自稱偵探的安室透首次登場。 |
| 現在   | 667-668 婚禮前夕                                                            | File.795                              | 安室因崇拜「沉睡小五郎」的推理，自願成為小五郎的弟子 |
| 現在   | 671-674 偵探們的夜想曲                                                      | File.796                              | 柯南幫毛利偵探事務所架設好網站。 |
| 現在   | 671-674 偵探們的夜想曲                                                      | File.798                              | 安室透藉由套話得知小五郎的電腦密碼。 |
| 現在   | 671-674 偵探們的夜想曲                                                      | File.800                              | 沖矢脫口而出的一句「不要露出那種表情嘛」，讓灰原感到相當在意。 Vermouth打電話並在遠處看著世良、沖矢、安室三個人說：「你會遵守我們的約定（指不論在何種情況下，都要確保柯南與小蘭不會受到組織加害）吧？Bourbon。」 世良、沖矢、安室三人此時也各自接起電話。 |
| 現在   | 675-676 一丁點都不原諒                                                      | File.801                              | 世良似乎對新一早就有了解的樣子，並對灰原也表現出興趣。 世良表示自己認識一個「從來不笑的人」（即赤井秀一），注意到「傷疤赤井」的存在後對其相當關注。 |
| 現在   | 675-676 一丁點都不原諒                                                      | File.802                              | 灰原回想起沖矢的那句「不要露出那種表情嘛」，和曾在組織臥底的諸星大（即赤井秀一）的用語十分相似。 |
| 現在   | 681-683 賭上性命的戀愛轉播                                                  | File.808                              | 安室透偷偷來到高木涉的指導警官伊達航的墳墓，從安室手機中留著的訊息和放在墓碑前的牙籤來看似乎與伊達航交情不錯。（警校時期就認識的朋友） |
| 現在   | 684-685 泡沫 水蒸氣與香菸                                                   | File.810                              | 沖矢與灰原的對話表明他曾與某人做過約定。 |
| 現在   | 684-685 泡沫 水蒸氣與香菸                                                   | File.811                              | 灰原欲確認沖矢的頸部是否有隱藏秘密，卻被阻止說：「這裡是我的地盤，並不屬於妳的領域。」 |
| 現在   | 690-691 工藤優作的未解決事件                                                | File.812                              | 園子提到沖矢總是穿戴高領服裝，頸部似乎有秘密。 沖矢舉止可疑，雖然證實頸部無異樣，但卻沒有說話，並在眾人離開後左手拿出之前藏起的梳子。 世良在房間中發現女性線索及假髮，沖矢因此被懷疑真實身分。（「女性線索」為工藤有希子所留） |
| 現在   | 690-691 工藤優作的未解決事件                                                | File.813                              | 沖矢從小蘭與世良對話的矛盾中得知屋主為工藤新一而非「金一」，並看到柯南用新一的聲音打電話後得知其真實身份。 |
| 現在   | 690-691 工藤優作的未解決事件                                                | File.814                              | 事後，世良含淚回望柯南和小蘭說：「我果然是個壞孩子呢…」 |
| 現在   | 699-700 逼近灰原秘密的黑影                                                  | File.815                              | 世良問小蘭阿笠博士的車子顏色，假裝在群馬縣與柯南偶遇，並試圖讓柯南通過她的手機與灰原聯絡。 |
| 現在   | 699-700 逼近灰原秘密的黑影                                                  | File.816                              | 而灰原和步美等人困在被兇手縱火的小木屋中，灰原為了幫助大家逃生而服下APTX-4869解藥暫時恢復真身。 |
| 現在   | 699-700 逼近灰原秘密的黑影                                                  | File.817                              | 世良對光彥拍下的影片中的宮野志保表現的非常驚訝。 安室私下進入毛利偵探事務所，潛入小五郎的電腦並得到影片。 此時，沖矢通過駭入小五郎的電腦也看到此段影片。 |
| 現在   | 701-704 漆黑的神秘列車                                                      | File.818                              | 黑衣組織得知宮野志保將乘坐神秘列車。 Vermouth假扮成「傷疤赤井」潛入列車，確認Sherry已上車。 |
| 現在   | 701-704 漆黑的神秘列車                                                      | File.820                              | 灰原在車廂走道上遇見「傷疤赤井」後感到一陣恐懼，此時沖矢在一旁的包廂內與一名神秘女性（即工藤有希子）說出一段意味深長的話。 Gin和Vodka已在終點站埋伏。 |
| 現在   | 701-704 漆黑的神秘列車                                                      | File.821                              | 灰原收到Vermouth發來的郵件後離開包廂，並掏出藥盒開始回想起母親宮野艾蓮娜在錄音帶中提到的事。 沖矢對灰原說：「真不愧是姊妹，行動太容易摸透了，到我的領地來吧！」，灰原聽到後立刻轉身逃跑。（灰原後來被柯南和有希子安置在命案房間內） 世良遇見了「傷疤赤井」，喊了他「秀哥！」 |
| 現在   | 701-704 漆黑的神秘列車                                                      | File.822                              | 世良認為赤井已去世，因此質問「傷疤赤井」，被其以電擊棒擊昏。（世良後來被沖矢帶回包廂安置） 「傷疤赤井」傳簡訊給別人表示：「障礙已清除，按計劃繼續進行。」 |
| 現在   | 701-704 漆黑的神秘列車                                                      | File.823                              | Vermouth扔掉有希子的變裝工具。 有希子表示Vermouth可能是基於某些理由才會向隱瞞組織因藥物導致幼兒化的情報，另外還提到Vermouth曾委託板倉卓製作軟體一事。 Vermouth引發排煙裝置，安室卻稱車上正發生火災，讓所有乘客往車頭避難。 |
| 現在   | 701-704 漆黑的神秘列車                                                      | File.824                              | 柯南趁亂揭穿怪盜基德的偽裝，並委託他假扮成宮野志保。 |
| 現在   | 701-704 漆黑的神秘列車                                                      | File.823                              | 「宮野志保」來到列車尾部，安室對其揭曉自己是組織的一員——Bourbon。 |
| 現在   | 701-704 漆黑的神秘列車                                                      | File.824                              | Bourbon稱假扮「傷疤赤井」是為了調查赤井的生死，通過周遭人的反應也確定赤井是真的死亡。 Bourbon將「宮野志保」逼入最後一節車廂，身後突然出現疑似赤井樣貌的身影並往車廂連結處扔出手榴彈。 與此同時，Vermouth也引爆事先放置在最後一節車廂的炸彈來殺死「宮野志保」，假扮志保的怪盜基德機警地乘滑翔翼逃離。 列車停靠後Vermouth發現Sherry未死，但未告訴其他組織成員。 安室對赤井之死再度產生懷疑，準備重新調查，此時，沖矢露出與赤井秀一相同的眼神。 |
| 現在   | 706 推理的波本                                                              | File.827                              | 安室發現柯南使用麻醉針的動作。 Vermouth勸安室離開毛利小五郎，安室拒絕並稱對「沉睡小五郎」產生興趣。 |
| 現在   | 722-723 香甜冰冷的宅急便                                                    | File.843                              | 安室救少年偵探團於險境，沖矢昴通過樓上的窗戶目送他離開。 |
| 現在   | 724-725 怪盜基德與赤面人魚                                                  | File.828                              | 世良重提「神秘列車」上帽子丟失的事情，詢問小蘭有沒有見到「傷疤赤井」，並向眾人提到自己有位已經死去的哥哥（即赤井秀一）。 |
| 現在   | 727-728 裝滿水果的寶箱                                                      | File.845                              | 柯南對世良微笑時露出的虎牙有特殊反應。 |
| 現在   | 727-728 裝滿水果的寶箱                                                      | File.846                              | 小蘭在看著世良跑遠的背影不由自主地說出「波浪…」，並說：「看著世良跑走的背影，耳邊總會響起海浪漣漪的聲音。」 柯南悄悄問世良：「你和我在哪裡見過嗎？」，但世良未正面回答，並想：「很抱歉，現在還不能告訴你，因為還沒到時候…」 |
| 現在   | 731-732 現場的鄰居是前男友                                                  | File.847                              | 女警宮本由美的前男友將棋名人羽田秀吉首次登場，聲稱自己擁有世界第一的瞬間記憶力。 |
| 現在   | 731-732 現場的鄰居是前男友                                                  | File.848                              | 秀吉展現出的記憶推理能力，並發覺柯南擁有優於常人的思維。 |
| 現在   | 734 茱蒂的追憶與賞花的陷阱                                                  | File.850                              | 柯南告訴茱蒂傷疤赤井為Bourbon假扮，拜託她調查安室未離開波洛咖啡廳的原因。 灰原認為赤井與她在組織裡認識的某個男子（諸星大，即赤井化名）極為相似，但柯南立即否認。 |
| 現在   | 734 茱蒂的追憶與賞花的陷阱                                                  | File.851                              | 茱蒂回憶起在杯戶中央醫院調查組織間諜的事情，卻遭到柯南連忙阻止。 |
| 現在   | 734 茱蒂的追憶與賞花的陷阱                                                  | File.852                              | Bourbon成功竊聽柯南和朱蒂的對話，並稱柯南為「可怕的男人」。 |
| 現在   | 738-739 小五郎在酒吧                                                        | File.855                              | 柯南通過與高木警官的對話發現「神社事件」中的賞櫻遊客弁崎桐平及其「妻子」為Bourbon和Vermouth所假扮。 |
| 現在   | 740-741 小蘭也倒在浴室裡                                                    | File.856                              | Bourbon暗中觀察柯南在得知「神社事件」的矛盾後的反應。 |
| 現在   | 740-741 小蘭也倒在浴室裡                                                    | File.857                              | 柯南發現世良私下與別人通電話。 |
| 現在   | 744-745 嫌疑犯是京極真                                                      | File.859                              | 世良表示之前通話的對象為自己的二哥（即羽田秀吉），並提到二哥與自己及大哥長得不像。 柯南懷疑世良早已知曉其真實身分。 |
| 現在   | 744-745 嫌疑犯是京極真                                                      | File.860                              | 由世良與二哥的簡訊內容得知二哥曾見過柯南，並相當認可柯南的能力。 |
| 現在   | 744-745 嫌疑犯是京極真                                                      | File.861                              | 事後，二哥詢問世良是否已見到「魔法師」（即工藤新一）。 |
| 現在   | 754-756 赤女的慘劇                                                          | File.872                              | 世良提到她們家三兄妹的姓氏皆不同，父親（即赤井務武）早已去世，而「世良」則是母親的舊姓。 |
| 現在   | 754-756 赤女的慘劇                                                          | File.874                              | 由世良的內心活動可得知其回國的主要緣由為再次與「魔法師」相遇。 |
| 現在   | 754-756 赤女的慘劇                                                          | File.875                              | 世良要柯南幫她找手機，柯南在世良的手機螢幕上看見世良與金髮少女的合照，隨即推斷世良是故意要讓他看到照片。 |
| 現在   | 759-760 戀愛小說的意外結果                                                  | File.876                              | 世良表示其父親的好友為有錢人家，一直資助自己居住酒店。 |
| 現在   | 759-760 戀愛小說的意外結果                                                  | File.877                              | 柯南在圍觀人群中看到世良手機照片上「長得很像世良、初中生年紀」的女孩的身影，但女孩很快跑走，而世良則在一旁觀察柯南的舉動。 |
| 現在   | 759-760 戀愛小說的意外結果                                                  | File.878                              | 長相和世良相似並自稱為「領域外的妹妹」的少女（即瑪麗·世良）首次登場。 |
| 現在   | 770-771 氣氛僵硬的茶會                                                      | File.888                              | 安室到醫院調查楠田陸道之死，並提到自己幼年的外號「零」。 |
| 現在   | 770-771 氣氛僵硬的茶會                                                      | File.889                              | 安室看見柯南與蘭的互動後回想起幼年的往事，而回憶中出現一名長髮女性（即宮野艾蓮娜）。 |
| 現在   | 770-771 氣氛僵硬的茶會                                                      | File.890                              | 安室獲取楠田陸道的車上有手槍血跡的情報。 |
| 現在   | 779 緋色的序章 780 緋色的追尋                                               | File.891                              | 柯南請茱蒂轉告FBI不要將楠田陸道是舉槍自盡的事情洩漏出去。 |
| 現在   | 779 緋色的序章 780 緋色的追尋                                               | File.892                              | 安室得知茱蒂和卡邁爾是FBI搜查官後，便開始有意無意地出言挑釁。 柯南詢問安室：「你是敵人吧？那些壞蛋的…」，安室回答：「看來你似乎對我有些誤解…」 |
| 現在   | 779 緋色的序章 780 緋色的追尋                                               | File.893                              | 柯南原先認為安室可能是日本公安的臥底，但根據其回應感到相當恐懼。 Bourbon與Vermouth設局讓卡邁爾透露出楠田陸道自殺的消息。 |
| 現在   | 781 緋色的交叉 782 緋色的回歸                                               | File.894                              | Bourbon由楠田陸道自殺的情報推理出赤井秀一詐死的真相。 |
| 現在   | 781 緋色的交叉 782 緋色的回歸                                               | File.895                              | Bourbon至工藤宅向沖矢昴（工藤優作假扮）說明赤井詐死的經過。 此時，茱蒂和卡邁爾為了調查赤井死亡的真相而驅車前往來葉山。 茱蒂從赤井的口頭禪：「各占一半。」得知沖矢就是赤井。 |
| 現在   | 781 緋色的交叉 782 緋色的回歸                                               | File.896                              | Bourbon試圖揭穿沖矢的假身分的同時，赤井以真面目出現在茱蒂、卡邁爾的車上。 |
| 現在   | 783 緋色的真相                                                              | File.897                              | 赤井揭穿Bourbon的真正身份乃日本公安警察——降谷零，並勸告「不要搞錯了真正敵人，不應為一時之利而忘記了目標。」 赤井也向Bourbon表示至今仍對「他」的事情（指Scotch自殺一事）深感抱歉。 |
| 現在   | 783 緋色的真相                                                              | File.898                              | 赤井提到詹姆斯早已知曉詐死的計劃。 由Bourbon和Vermouth對話得知，Vermouth與Boss有著非比尋常的關係。 Vermouth表示Gin現在非常重視「組織老鼠」的問題，並提到已故的公安臥底（即Scotch）。 事件結束後，水無緊急傳送一則簡訊給赤井，簡訊內容僅有「RUM」三個英文字母，赤井表示是一個組織地位比Gin高的人物。 |
| 現在   | 785-786 太閤戀愛的名人戰                                                    | File.902                              | 與世良同住飯店的「領域外的妹妹」，在世良外出時認真關注秀吉的將棋名人戰，而沖矢（赤井）透過網路新聞得知秀吉獲勝後亦露出微笑。 |
| 現在   | 787-788 沉入盛夏游泳池的謎團                                                | File.903                              | 小蘭因「魔法師」一詞想起過去可能跟世良見過面，正要確認時被園子打斷。 |
| 現在   | 787-788 沉入盛夏游泳池的謎團                                                | File.905                              | 小蘭與世良道別後瞥見「領域外的妹妹」，並對其有印象。 |
| 現在   | 792-793 三人是第一發現者                                                    | File.906                              | 灰原提到組織第二號成員蘭姆（Rum）的特徵：「組織成員對他的印象眾說紛紜，有人說他是個老人，有人說他是個女性化的男人，也有人說他的體格相當健壯。」 |
| 現在   | 792-793 三人是第一發現者                                                    | File.908                              | 案件解決後，灰原想起：「Rum曾意外傷到眼睛，現在有其中一隻眼睛為義眼。」 |
| 現在   | 808-809 鐮鼬旅館                                                            | File.910                              | 柯南意外發現大和敢助警官相當符合灰原對Rum所描述的特徵。 |
| 現在   | 810-812 縣警的黑暗                                                          | File.913                              | 長野縣警搜查一課課長的獨眼壯漢黑田兵衛首次登場。 |
| 現在   | 810-812 縣警的黑暗                                                          | File.914                              | 上原由衣警官提到黑田曾遭逢意外，昏迷將近10年，也似乎因為承受太多壓力使外表突然變得和以往判若兩人。 |
| 現在   | 810-812 縣警的黑暗                                                          | File.916                              | 柯南發覺黑田對自己的事情有一定程度的瞭解。 |
| 現在   | 814-815 部落格女演員的密室事件                                              | File.920                              | 黑田由長野縣調回警視廳接任搜查一課管理官的職務。 |
| 現在   | 814-815 部落格女演員的密室事件                                              | File.918                              | 柯南對黑田的言行及對自己的態度有些在意。 |
| 現在   | 814-815 部落格女演員的密室事件                                              | File.920                              | 案件解決後，黑田當眾肯定柯南的能力，而灰原卻對其產生恐懼反應。 |
| 現在   | 822-823 嫌疑人是熱戀情侶                                                    | File.925                              | 灰原表示之前對黑田感到恐懼，純粹是因為其面貌所致。 |
| 現在   | 827-828 好吃到要命的拉麵2                                                   | File.928                              | 世良對自己二哥的評價和由美對前男友秀吉的性格描述極為雷同。 |
| 現在   | 827-828 好吃到要命的拉麵2                                                   | File.929                              | 由美打電話給秀吉，世良也同時打電話給二哥，而此時秀吉卻先後掛斷電話，柯南亦發覺由美和世良的動作異常同步。 |
| 現在   | 827-828 好吃到要命的拉麵2                                                   | File.930                              | 事後，柯南從拉麵店老闆手中拿到世良遺留在店裡並寫有「Mary」字樣的手帕，柯南對於Mary這個名字有印象。 |
| 現在   | 836-837 關係不好的女子樂隊                                                  | File.936                              | 世良覺得安室很面熟，但遭到否認。 |
| 現在   | 836-837 關係不好的女子樂隊                                                  | File.937                              | 柯南透過世良對自己大哥的描述，確認赤井與世良為兄妹，且一名被稱為「Scotch」的人與赤井要好。 |
| 現在   | 836-837 關係不好的女子樂隊                                                  | File.938                              | 案件解決後，世良表示自己會當偵探是深受當FBI的大哥（即赤井）影響。 安室雖未表態，但顯示Scotch也是日本公安，且與安室熟識，安室更認定其為赤井所殺。 |
| 現在   | 843-844 不明真相的偵探團                                                    | File.939                              | 柯南確認世良與赤井為兄妹後，懷疑世良來日本的原因與「領域外的妹妹」有關。 |
| 現在   | 843-844 不明真相的偵探團                                                    | File.941                              | 案件解決後，柯南意外發現灰原有著與「領域外的妹妹」相似的眼神。 |
| 現在   | 847-848 千葉的UFO疑難事件                                                   | File.942                              | 柯南因小五郎一句「相似」，開始思考宮野家族與赤井家族是否有血緣關係，在想到赤井秀一與宮野明美曾為情侶一事而感困惑時被小蘭打斷。 |
| 現在   | 849-850 結婚申請書的密碼                                                    | File.947                              | 灰原從由美與男友秀吉通話中得知羽田浩司（一位曾最接近7冠王頭銜卻意外身亡的日本棋士）為秀吉的義兄，並告訴柯南她曾在遭組織強灌APTX-4869的人物名單上看過這名字。 |
| 現在   | 861-862 與17年前同樣的現場                                                  | File.948                              | 柯南調查羽田浩司事件，得知後者在17年前遭人襲擊身亡，一名事發後消失蹤影，稱為「淺香（Asaca）」的保鑣涉有重嫌，且可能是黑衣組織的一員。 灰原提到APTX-4869原先可能是其父母所研發，後來灰原是參考殘留的資料才重現此藥物，而灰原的內心則表明組織真正要她製作的卻是別種藥。 |
| 現在   | 861-862 與17年前同樣的現場                                                  | File.949                              | 柯南與沖矢（赤井）因阿笠博士發明的剪刀捲入一起殺人案，並藉此案件得知迫使赤井加入FBI的動機與羽田浩司及赤井的父親有關。 |
| 現在   | 861-862 與17年前同樣的現場                                                  | File.950                              | 柯南和沖矢發現被害人留下死亡訊息的手法，以此得知羽田浩司遺留的死亡訊息「ASACA RUM」，並進而認為此事件可能與「淺香」及黑衣組織的Rum有關聯。 |
| 現在   | 863-864 靈魂偵探殺害事件                                                    | File.951                              | 柯南由17年前羽田浩司所留下的死亡訊息推測Rum與「淺香」為同一人，開始思考羽田浩司所服下的毒藥與APTX-4869之間的關聯。 柯南和小五郎發現世良就住在欲揭開羽田浩司真相的靈魂偵探遇害現場的隔壁房間。 |
| 現在   | 863-864 靈魂偵探殺害事件                                                    | File.952                              | 世良與「領域外的妹妹」聽到「羽田浩司事件」的相關信息後，兩人的反應皆異常激動。 |
| 現在   | 863-864 靈魂偵探殺害事件                                                    | File.953                              | 「領域外的妹妹」意外撿到柯南的「蝴蝶結變聲器」，並透過世良的協助用小五郎的聲音說明殺人案的真相。 「領域外的妹妹」運用過人的身手制伏犯人，柯南發覺急忙趕到現場的世良向其喊聲「媽媽」。 由「領域外的妹妹」的話可得知她在10年前就已經見過柯南（新一）。 柯南得知世良與「領域外的妹妹」的關係後就認定後者就是淺香。 而這起殺人案也傳到黑衣組織內，Gin表示「羽田浩司事件」是Rum在17年前搞砸的爛攤子，而Gin亦對「沉睡小五郎」的再度介入起疑心。 另外，「領域外的妹妹」與Gin都提到「不明真相，恐有暗鬼！」                                                                                                  |
| 現在   | 866-867 背叛的舞台                                                          | File.954                              | 一名歌手將發表17年前已作曲並命名為「ASACA」的新歌曲，柯南、沖矢（赤井）、安室（Bourbon）及榎本梓（Vermouth假扮）透過小蘭與園子參與演唱會彩排的機會前去試探，但眾人卻在彩排會場發現該歌手已吊死在舞台上。 |
| 現在   | 866-867 背叛的舞台                                                          | File.955                              | 小梓不自覺地稱呼小蘭為「Angel」，而小蘭則對此稱呼有似曾相識的感覺。 柯南看穿Vermouth的偽裝，卻擔心波及小蘭與園子而不採取行動。 Vermouth與Bourbon提到兩人承諾的約定，但Bourbon仍不知此舉的緣由為何。 安室發現沖矢是左撇子而再度起疑心。 |
| 現在   | 866-867 背叛的舞台                                                          | File.956                              | 小蘭想起「Angel」的稱呼與之前企圖綁架柯南及灰原的女人相同。 赤井與Bourbon也在調查過程中想起Scotch的事情。 |
| 現在   | 866-867 背叛的舞台                                                          | File.957                              | 殺人案在柯南、沖矢與安室聯手下破案，眾人也得知新歌曲「ASACA」與黑衣組織無關。小蘭想與小梓確認身分，而後者只跟小蘭說別再深入。 |
| 現在   | 878-879 試衣間的死角                                                        | File.969                              | 柯南見到世良的泳裝後，腦海中出現4個神祕人物（瑪麗‧世良、赤井秀一、羽田秀吉、世良真純）的身影，並想起小蘭當時也有在場。 |
| 現在   | 878-879 試衣間的死角                                                        | File.971                              | 柯南從世良言行的矛盾得出世良是去英國留學而非美國，並進而想起10年前兩人相遇的經過。 |
| 現在   | 881-882 漣漪中的魔法師                                                      | File.974                              | 柯南認為世良確實已經知曉自己的真實身分為工藤新一。 柯南也發覺世良的二哥是羽田秀吉，被秀吉稱作「瑪麗媽媽」的女人就是「領域外的妹妹」，並猜測「領域外的妹妹」亦曾遭人灌下APTX-4869。 世良發現柯南已經想起10年前的事情，並認為柯南尚未明白被稱為「魔法師」的真正理由。 |
| 現在   | 889-890 新任教師的骸骨事件                                                  | File.966                              | 淺香化名為若狹留美登場，成為帝丹小學1年B班新任的副班主任。 |
| 現在   | 894-895 隔壁的江戶前推理秀                                                  | File.975                              | 伊呂波壽司店廚師脇田兼則首次登場。 脇田自稱左眼「長了很不得了的東西」，並用眼罩將其遮蓋，令柯南想起灰原曾經提到組織第二號成員Rum的特徵。 |
| 現在   | 894-895 隔壁的江戶前推理秀                                                  | File.977                              | 脇田因崇拜「沉睡小五郎」的推理，自願成為小五郎的弟子。 |
| 現在   | 896-897 手臂白皙的女人                                                      | File.980                              | 若狹運用過人的身手制伏犯人的事情登上新聞，令黑田及脇田得知。 |
| 現在   | 909-910 燃燒帳篷的怪物                                                      | File.987                              | 黑田在網上瀏覽羽田浩司事件，並懷疑之前登上新聞若狹留美。 黑田藉由白鳥警官的對話得知若狹將會帶著少年偵探團去露營後，決定跟隨前往。 柯南懷疑若狹故意讓自己遇上之前的事件。 若狹聽到「義眼」一詞時產生異常反應。 |
| 現在   | 909-910 燃燒帳篷的怪物                                                      | File.988                              | 柯南及灰原得知她右眼看不見。 若狹暗中讓柯南想到了作案手法。 |
| 現在   | 909-910 燃燒帳篷的怪物                                                      | File.989                              | 灰原不允許柯南說若狹的壞話。 柯南發現若狹口袋内有東西。（角行將棋） |
| 現在   | 927-928 紅色的修學旅行                                                      | File.1000                             | 柯南參加帝丹高中京都修學旅行，第五次恢復身體。 |
| 現在   | 927-928 紅色的修學旅行                                                      | File.1004-1005                        | 小蘭親吻新一的臉頰，回應新一在倫敦的表白，並正式發出交往的請求，兩人正式成為情侶。 |
| 現在   | 927-928 紅色的修學旅行                                                      | File.1005                             | 世良確認有能讓其媽媽瑪麗（領域外的妹妹）恢復身體原狀的解藥，瑪麗要世良找出解藥的開發者，把解藥搶過來，以結束躲藏的日子。 |
| 現在   | 941-942 尋找瑪莉亞！                                                        | File.1005                             | 黑田、脇田、若狹得知新一在京都解決案件。 若狹留美擁有APTX-4869的人物名單。 |
| 現在   | 941-942 尋找瑪莉亞！                                                        | File.1006                             | 若狹向灰原詢問有關新一的事情。 |
| 現在   | 941-942 尋找瑪莉亞！                                                        | File.1008                             | 脇田在博士家詢問有關新一家的事情。 工藤夫婦平息新一在京都的轟動。 Bourbon接獲Rum信息，要求其提供工藤新一的情報。 赤井與優作共同推理出羽田浩司一案所遺留暗號的真正信息「CARASUMA」，指向半世紀前離奇死亡的日本富豪「烏丸蓮耶」。 |
| 現在   | 952-954 充滿謎團的雞尾酒                                                    | File.1011                             | 安室回想起與宮野夫婦的過去。 |
| 現在   | 952-954 充滿謎團的雞尾酒                                                    | File.1012                             | 安室（Bourbon）潛入新一家，發現赤井與工藤夫婦早已在此（未交代後續）。 |
| 現在   | 971-974 目標是警視廳交通部                                                  | File.1015                             | 黑田要求安室向柯南提供案件的資料。 |
| 現在   | 971-974 目標是警視廳交通部                                                  | File.1016                             | 秀吉簡訊大哥赤井，要求他保護由美的安全。 |
| 現在   | 971-974 目標是警視廳交通部                                                  | File.1017                             | 黑田稱呼安室為Bourbon。 |
| 現在   | 983-984 基德vs高明 被瞄準之唇                                               | File.1020                             | 上原由衣提到諸伏高明有一個弟弟，在其雙親去世後被東京的親戚領養，據說進了警視廳。 高明表示其弟弟後來找到新的工作而離開，已經很久沒有消息，不知道在什麼地方做著什麼事情。 |
| 現在   | 983-984 基德vs高明 被瞄準之唇                                               | File.1021                             | 高明在伊達航置物櫃的信封中收到弟弟諸伏景光（即Scotch）自殺時打穿的手機，便推測其成為公安潛入某組織後殉職。目前不知道寄信人的身份，但在信封上有個「0」的字樣，而聯想到景光曾告知他有一位在東京的朋友外號為「零」（即安室透）。 |
| 現在   | 993-995 替身·京極真                                                         | File.1023                             | 世良為了讓柯南說出解藥的開發者，詢問小蘭新一出現的時候，柯南是不是就不在啊？ |
| 現在   | 993-995 替身·京極真                                                         | File.1024                             | 小蘭剛好回想起帝丹高中學園祭的時候新一和柯南有同時出現過，否定了世良的猜想。讓世良感到非常吃驚。 |
| 現在   | 993-995 替身·京極真                                                         | File.1025                             | 世良突然稱呼柯南為「工藤新一」，柯南急忙否認。 世良回憶起瑪麗去倫敦找務武，結果卻變成少女的樣子回來。 世良成功從小蘭和園子的口中得知了灰原的存在，回想起就是曾經在「神秘列車」事件中見過的那個小女孩。 |
| 現在   | 1003-1005 36方格的完美犯罪                                                  | File.1027                             | 脇田說希望自己可以擁有看出背叛者的能力。 |
| 現在   | 1003-1005 36方格的完美犯罪                                                  | File.1029                             | 柯南向安室詢問Rum的情況，安室表示Rum是一個非常性急的人。 高明在視頻中看見安室，覺得其很面熟。 |
| 現在   | 1003-1005 36方格的完美犯罪                                                  | File.1030                             | 脇田懷疑柯南和安室的密切關係，並表示很期待柯南長大的樣子。 高明回憶起安室是其弟弟景光介紹過的朋友，懷疑把景光的手機還給自己的人就是安室。 高明與黑田進行私人通話（未交代通話內容）。 |
| 現在   | 1003-1005 36方格的完美犯罪                                                  | File.1031                             | 高明在與安室、脇田見面後向安室暗示「一刻千金……一寸光陰一寸金」，並心想「俗話說……時間就是金錢」。 |
| 現在   | 1011-1012 採野菜和四葉草                                                    | File.1032                             | 若狹聞到血腥味時聯想到羽田浩司的死狀。 |
| 現在   | 1011-1012 採野菜和四葉草                                                    | File.1033                             | 若狹由步美口中的「護身符」一詞聯想起羽田浩司手持角行將棋說出将棋格言「遠角有好招」（遠見の角に好手あり）和羽田浩司死亡後的情景。 |
| 現在   | 1011-1012 採野菜和四葉草                                                    | File.1034                             | 若狹發現柯南對群馬縣警山村操使用麻醉針，案件結束後扔掉了步美送給她的四葉草。 |
| 現在   | 1018-1020 無法隱藏的古董盤                                                  | File.1035                             | 灰原懷疑自己被世良窺探，沖矢（赤井）恰好來到博士家，世良緊隨其後。 |
| 現在   | 1018-1020 無法隱藏的古董盤                                                  | File.1036                             | 世良稱灰原「果然很成熟」，並質問沖矢怎麼知道她是個女孩。 |
| 現在   | 1018-1020 無法隱藏的古董盤                                                  | File.1037                             | 世良懷疑沖矢以前就認識她，沖矢（赤井）在與柯南說悄悄話時回想起17年前從英國赴日途中家人的對話。 世良向灰原詢問APTX-4869解藥的事情，被沖矢察覺到異樣，便詢問其身邊的某個人需要解藥的事情。世良對沖矢使出飛踢，卻被輕鬆閃避。沖矢對世良說：「我們雙方的過錯各占一半。」後問到其母親是否在世。 柯南推理出「領域外的妹妹」可能與英國軍情六處（SIS）有關。 |
| 現在   | 1018-1020 無法隱藏的古董盤                                                  | File.1038                             | 沖矢（赤井）懷疑世良另有隱情，但已大致猜出。 柯南懷疑瑪麗的真實身份是軍情六處情報員，世良也在瑪麗面前提到了沖矢「各占一半。」的口頭禪，得知為父親及大哥的口頭禪後，並懷疑沖矢的真實身份為自己的大哥赤井。 |
| 現在   | 1024-1025 大岡紅葉的挑戰書                                                  | File.1042                             | 柯南從大岡紅葉的管家伊織無我得知四兄弟的母親在羽田家做女傭後，由此推理出羽田浩司是有錢人家的公子。 |
| 現在   | 1033-1035 太閣名人的將棋盤                                                  | File.1043                             | 由美稱作為有錢人家的羽田家為了完成羽田浩司未完成的夢想而收養沉迷於將棋的秀吉，並以為秀吉的家人和秀吉一樣「樂呵呵慢吞吞」。 |
| 現在   | 1033-1035 太閣名人的將棋盤                                                  | File.1045                             | 秀吉在勸犯人自首時被綁架，柯南致電赤井求助。 赤井沒有變裝便離開工藤家，在優作的建議下帶上柯南一起去營救秀吉。 |
| 現在   | 1033-1035 太閣名人的將棋盤                                                  | File.1046                             | 柯南和赤井聯手救出秀吉，但秀吉並不知道母親變小的事情。 |
| 現在   | 1045-1046 遭天譴的生日宴                                                    | File.1047                             | 世良發現柯南的藥盒持有一顆APTX-4869解藥，瑪麗要求世良想辦法搶到解藥。 |
| 現在   | 1045-1046 遭天譴的生日宴                                                    | File.1048                             | 瑪麗聽到「毒殺事件」後回想起數月前在沃克斯霍爾橋的遭遇。 |
| 現在   | 1045-1046 遭天譴的生日宴                                                    | File.1050                             | 世良搶到了柯南的藥盒，但解藥仍在柯南手中。 |
| 現在   | 1053-1054 墜入牧場的火種                                                    | File.1051                             | 若狹在牧場不小心將自己攜帶的角行將棋丟失，被安室撿到後發現上面有劃痕，並且似曾相識。 |
| 現在   | 1053-1054 墜入牧場的火種                                                    | File.1052                             | 安室回憶起自己在公安研修課上了解的羽田浩司案，發現自己撿到的將棋與羽田浩司的護身符極為相似，並懷疑殺死羽田浩司的犯人在牧場裡。 |
| 現在   | 1053-1054 墜入牧場的火種                                                    | File.1054                             | 若狹打暈安室後奪回將棋。 |
| 現在   | 1059-1060 沖野洋子與閣樓的密室                                              | File.1057                             | 脇田對柯南提到「本該有的東西不見了，比如將棋的棋子之類的」。 安室對若狹有所關注。 |
| 現在   | 1071-1072 工藤優作的推理秀                                                  | File.1060                             | Rum委託Vermouth調查可能對組織造成威脅的人物（即工藤優作）留在日本的原因。 工藤夫婦發現自己被黑衣組織所監視了，便和FBI計劃，相反的進行了顯眼的行動，想要看看對方的動作。 |
| 現在   | 1071-1072 工藤優作的推理秀                                                  | File.1058                             | Vermouth決定以假扮怪盜基德身份再假扮工藤優作並参與直播，以此潛入工藤家進行調查。 |
| 現在   | 1071-1072 工藤優作的推理秀                                                  | File.1060                             | 工藤夫婦與赤井向柯南透露他們一起擬定的戰略。 優作和赤井告訴柯南「組織要有大動作」。 |
| 現在   | 1077-1079 黑衣組織的謀略                                                    | File.1061                             | 黑衣組織從FBI接頭地點的暗號殺害FBI搜查官，FBI暫時躲到工藤宅。 |
| 現在   | 1077-1079 黑衣組織的謀略                                                    | File.1062                             | 柯南解開FBI接頭地點的暗號，卡邁爾建議可以用此暗號引出組織。 赤井給一頂帽子卡邁爾，防止他的身份被組織成員認出。 Rum從接頭地點的暗號得知FBI的戰略，通知Gin一行人，令他們可以進行反擊。 |
| 現在   | 1077-1079 黑衣組織的謀略                                                    | File.1063                             | 卡邁爾被組織成員追逐，Kir打傷卡邁爾，連人帶車冲向海中。 Korn對卡邁爾的面容有所熟悉，Gin決定去尋獲卡邁爾。 |
| 現在   | 1077-1079 黑衣組織的謀略                                                    | File.1064                             | 卡邁爾躲到海猿島，赤井易容成沖矢，在優作的同意下帶上柯南一起去營救卡邁爾。 Gin從海猿島的火光得知卡邁爾的位置，在Rum的安排下登島搜尋卡邁爾。 水無私下聯絡赤井關於組織的行動。 |
| 現在   | 1077-1079 黑衣組織的謀略                                                    | File.1065                             | Vodka提到Rum的特徵是為了掩飾身份而放出的假情報，只有義眼的情報為準確，現在改變了長相，還起了個胡編亂造的名字。 |
| 現在   | 1077-1079 黑衣組織的謀略                                                    | File.1066                             | 卡邁爾被Chanti擊中落水後生還，回到工藤宅後回憶起Vodka所說的「Rum改變了長相，還起了個胡編亂造的名字」，引起赤井和柯南的注意。 Gin給Korn看卡邁爾的照片，Korn表示兩年前Rum給他發的郵件照片中的人物就是他。 Rum在其勞斯萊斯車內與Gin通話時表示此次因行動過於引人注目而被那位先生斥責，並回想起兩年前以老人身份暴露赤井為FBI的卡邁爾。 Rum偽裝為脇田兼則，回到伊呂波壽司店，繼續調查小五郎。 |
| 現在   | 1085-1086 不吉利的結緣                                                      | File.1067                             | 由於大量探員在日本殉職，FBI總部緊急宣佈終止所有在日本探員的活動並立即召回。 |
| 現在   | 1093-1094 宮野明美的時間膠囊                                                | File.1070                             | 若狹竊聽柯南和灰原的對話，懷疑灰原的真正身份為宮野志保。 |
| 現在   | 1093-1094 宮野明美的時間膠囊                                                | File.1072                             | 脇田前往帝丹小學為第19屆畢業生同學會送壽司，回店時想起宮野明美也是帝丹小學第19屆畢業生，感慨「死人怎麼可能來呢」。 若狹看到送完壽司走出校門的脇田時右手扶窗，做出類似「淺香」的動作。 |
| 現在   | 1135-1136 大岡紅葉的甜蜜陷阱                                                | File.1090                             | 黑田與伊織對話時稱其為「榊原」（伊織多年前臥底時用的偽名）並多次提及日本公安暗語，同時一名戴有呼吸機的神秘老者乘老爺車經過，並慨歎警察「都是一些愚蠢之輩而已」。 |
| 現在   | 1144-1145 酒店連環爆炸案件                                                  | File.1096                             | 戴有呼吸機的神秘老者見到變小的瑪麗後感慨「簡直像是在做夢一樣」。 |
| 現在   | 1148-1149 偵探團與兩位引領者                                                | File.1097                             | 若狹率少年偵探團前往靜岡縣參加假面超人聯名活動，柯南為防止若狹試探灰原而邀請沖矢同去。 |
| 現在   | 1148-1149 偵探團與兩位引領者                                                | File.1098                             | 若狹詢問灰原藥物知識從何學到，並表示灰原「簡直像是某個地方的科學家一樣」。 |
| 現在   | 1148-1149 偵探團與兩位引領者                                                | File.1099                             | 若狹看到沖矢用截拳道與流氓團夥交戰，回憶起多年前被赤井務武保護的情景。 柯南和沖矢留意到若狹右手上的傷痕。 |
| 現在   | 1150-1151 怪盜基德與王冠魔術                                                | File.1100                             | 脇田回想起去帝丹小學送壽司的經歷，向柯南詢問若狹「有什麼奇怪的地方」，柯南以「完全沒問題，雖然有點笨手笨腳」回應。 脇田在看到基德的預告函後表態「去了也幫不上忙」，心想如果自己左眼還在的話「就另當別論了」。 |
| 現在   | 1150-1151 怪盜基德與王冠魔術                                                | File.1102                             | 一個神秘老人在手機上看到柯南與次郎吉「死守皇冠」的報道後用自己的鷹頭手杖敲碎手機屏幕。 |
| 現在   | 1164-1167 17年前的真相                                                      | File.1103                             | 小林、若狹帶少年偵探團前去觀看國際象棋大賽，脇田在偵探事務所對小五郎提到「國際象棋大賽」時露出微笑，想起17年前羽田浩司案的情景。 |
| 現在   | 1164-1167 17年前的真相                                                      | File.1104                             | 柯南發現白鳥送給小林的騎士鑰匙圈右側臉上被沾有血跡的手抓過，身後的黑田由此想起阿曼達的遇害現場。 脇田以Rum的身份乘車前往案發現場。 |
| 現在   | 1164-1167 17年前的真相                                                      | File.1105                             | Rum通過自己的筆記本電腦入侵大堂監控後發現影像中的若狹，並將截圖發給Chianti和Korn，聲稱要「疑罪從有」。 黑田將阿曼達遇害現場的照片拿給柯南看，在柯南詢問羽田-阿曼達案的詳細情況時表示「說來話長」。 |
| 現在   | 1164-1167 17年前的真相                                                      | File.1106                             | 黑田向柯南講述阿曼達的遇害經過。 若狹將小林的傘掰斷後將自己的傘讓給小林，並離開咖啡店，同時Chianti和Korn準備狙擊。 |
| 現在   | 1164-1167 17年前的真相                                                      | File.1109                             | 柯南解開阿曼達留下的暗號，黑田回想起自己17年前曾與一個擁有蛇一般眼睛的人擦肩而過。 Chianti和Korn因傘的圖案將小林誤認為若狹，準備狙擊時被發現不對的Rum喝止，最終只擊中傘柄。 若狹從附近槍械店搶到的槍擊中Chianti的左肩，Rum下令二人撤退，同時思考通過APTX-4869恢復自己右眼能力的可能。 |
| 現在   | 1169-1170 食人教室的玄机                                                    | File.1110                             | 柯南發現自己1毫米都沒有長高，詢問灰原是否與APTX-4869有關，灰原表示否認後卻露出意味深長的表情。 |
| 現在   | 1169-1170 食人教室的玄机                                                    | File.1111                             | 優作認為赤井早已察覺柯南的真實身份，並懷疑若狹定期在網上更新羽田案相關信息，通過對反復訪問者的查詢追蹤到阿笠博士的電腦，從而鎖定柯南，來到帝丹小學任教，更指出若狹也許是「為了目的不擇手段的類型」。 |
| 現在   | 1169-1170 食人教室的玄机                                                    | File.1112                             | Rum派手下來到帝丹小學門口，準備狙擊若狹，唯因校內無關人員過多而放棄。 Rum的手下表示若狹可能有很多虛假住址，Rum自己亦十分在意若狹狙擊Chianti後仍留在帝丹小學的原因。 |
| 現在   | 新幹線劫持事件                                                              | File.1113                             | 平次、和葉、紅葉、伊織乘新幹線前往東京途中，伊織看到右臂上的傷痕想起與紅葉的過往。 一身份不明的人物將電話打給伊織，稱其為公安警察，並表示自己的團夥殺害了其中一名乘客，紅葉身後亦有人舉起一把沾滿鮮血的匕首。 |
| 現在   | 新幹線劫持事件                                                              | File.1114                             | 伊織認定犯人就是三年前從別墅逃跑的歹徒，並想起襲擊前首相別墅的歹徒團夥與因醜聞而被前首相更換出內閣並開除黨籍之鶴城議員的關聯。 |
| 現在   | 新幹線劫持事件                                                              | File.1115                             | 一個持有鷹頭手杖的老人要求某人調查江戶川柯南的相關信息，通話由在新幹線列車上發現手機的安室接聽。 |

## 製作團隊
| 原作       | 青山剛昌 |
| 企劃       | 諏訪道彥 |
| 顧問       | 諏訪道彥 |
| 監督       | 兒玉兼嗣 → 山本泰一郎 → 佐藤真人 → 於地紘仁 → 山本泰一郎 → 山本泰一郎＆镰仲史阳 |
| 總監督     | 兒玉兼嗣 |
| 監督補     | 佐藤真人 |
| 美術監督   | 澀谷幸弘 → 光元博行 → 加藤靖忠 → 中久木孝將、今泉徹夫 → 谷村心一 → 東潤一 → スタヂオ誉（小山貴大、堺駿介、荒井和浩） |
| 攝影監督   | 堀越弘伸、野村隆 → 小川隆久、吉田雅紀 |
| 音響監督   | 小林克良 → 浦上靖夫 → 浦上靖夫、井澤基 → 浦上靖夫 → 浦上靖夫、浦上慶子 → 浦上靖之、浦上慶子 |
| 音樂製作人 | 堀尾裕树 |
| 音樂       | 大野克夫 |
| 音響效果   | 橫山正和、橫山亞紀 |
| 音響製作   | AUDIO PLANNING U |
| 剪接       | 岡田輝滿 |
| 角色設計   | 須藤昌朋 → 富永真理 → 須藤昌朋、山中純子 → 須藤昌朋 → 須藤昌朋、牟田清司 → 須藤昌朋 → 須藤昌朋、岩井伸之 → 須藤昌朋 |
| 色彩設計   | 平山禮子 → 平出真弓 → 中尾總子 → 海鋒重信 → 中尾總子 |
| 故事撰寫   | 飯岡順一 |
| 特殊效果   | 林好美 |
| 製作擔當   | 小島哲 → 橫山敏 → 泉岳男 → 西村政行 → 小林弘明 → 无 → 石山桂一 → 森脇誠 → 沼田学 → 岩井伸介 → 岡畑徹 → 山川剛史 → 吉川俊夫 → 寺島清晃 → 藤堂真孝 → 岡田悠平 → 宇高大介、坪川淳史 → 藤田珠生 → 藤田珠生、福西将士 → 福西将士 |
| 製作人     | 讀賣電視台：北田修一 → 米倉功人 → 汐口武史 |
| 製作人     | 東京電影新社/TMS：小林弘明 → 小島哲 → 山川剛史 → 寺島清晃 → 藤堂真孝 |
| 总製作人   | 讀賣電視台：諏訪道彥 → 松本拓也 → 佐佐木加奈 → 永井幸治 |
| 总製作人   | 東京電影新社/TMS：柳內一彥 → 吉岡昌仁 → 石山桂一 → 寺島清晃 |
| 動畫製作   | 東京電影新社 → V1 Studio → TMS/製作1班 |
| 製作       | 讀賣電視台、東京電影新社 → ytv、東京電影新社 → ytv、TMS Entertainment |

## 開場白
隨著片頭曲更換，開場白亦會改變。
大部份集數（首播）皆有對該話劇情做簡略敘述，且不一定只有一個部份。
從O02開始，開場白的最後皆有固定台詞：「唯一看透真相的是一個外表看似小孩，智慧卻過於常人的名偵探柯南！」

|    | 中文意譯                                                                             | 集數（首播）       |
| -- | ------------------------------------------------------------------------------------ | ------------------ |
| 01 | [ 92 ]                                                                               | 02～30（29集）     |
| 02 | 隨著時代的演進，困難的刑案也逐日增加。                                               | 32～51（20集）     |
| 03 | 現代社會的棘手事件，只要是人動手設計的，就絕對沒有解不開的謎题。                     | 53～57（05集）     |
| 03 | 飛逝的秒針、流動的水星，跳躍的人偶，破碎的陶器，解謎推理的樂趣滋潤著現代人荒蕪的心。 | 58～63（06集）     |
| 03 | 飛逝的秒針、流動的水星，現在社會病弊叢生，柯南的推理是一帖良藥！                     | 64～96（33集）     |
| 04 | 人與人的邂逅充滿了神奇，各種刑案更是謎題重重，能夠遇到你真是有緣！                   | 097～123（27集）   |
| 05 | 不在場證明、暗號、作案手法／事件、教義，一個充滿神祕的黑暗組織。                     | 124～142（19集）   |
| 06 | 透徹的觀察力永遠如擦亮的明鏡，一旦有所行動就無法喝止了。                             | 143～167（25集）   |
| 07 | 流動的水沒有形狀，飄流的風找不到蹤跡，任何案件的推理都取決於心。                     | 168～204（37集）   |
| 08 | 在我堅定無比的內心裡，永遠以最強烈的節奏揭開案情。                                   | 205～230（26集）   |
| 09 | 命運中亦有推理的線索，錯綜複雜的謎團終有撥雲見日的一天。                             | 231～258（28集）   |
| 10 | 每個人心中都有一道謎，但卻隱隱地閃爍著光芒。                                         | 259～270（12集）   |
| 11 | 在最喜歡和最討厭的距離中，往往是推理與懸疑的所在。                                   | 271～305（34集）   |
| 12 | 隨著風的律動作出精闢的推理，黑色線團也有理出頭緒的一天。                             | 306～332（27集）   |
| 13 | 友情、戀愛、推理，因為有當初的約定才努力不懈。                                       | 333～355（22集）   |
| 14 | [ 98 ]                                                                               | 356～393（38集）   |
| 15 | 星星真的是充滿魅力，一下是犯人一下又是 明星／演員。                                  | 394～414（21集）   |
| 16 | 柯南即將十週年了，走過第一個十年，立刻邁向第二個吧！                                 | 415～424（10集）   |
| 17 | 勝利、正直、證據加上衝動，以顛峰為目標，永無止境的工作。                             | 425～437（13集）   |
| 18 | 矗立在眼前的巨大高牆，換個角度想就能成為一扇大門。                                   | 438～456（19集）   |
| 19 | {***}，不論何時我都是妳的夥伴。                                                      | 457～474（18集）   |
| 20 | 夏日的陽光如同昨日的炫爛，傷心過後是{***}。                                          | 475～486（11集）   |
| 21 | 向未來踏出的一步，當然已經做好心理準備。                                             | 487～490（04集）   |
| 22 | 扣人心弦的懸疑推理，奔馳在黑暗中的紅色吶喊與黑色子彈。                               | 491～504（14集）   |
| 23 | 光是等待只會停滯不前，踏出邁向未來的第一步，推理和戀情的倒數計時。                   | 505～514（10集）   |
| 24 | 揭開神秘時代的序幕，週一晚上七點推理秀。                                             | 515～520（06集）   |
| 25 | 身陷絕境的危急時刻，華麗的重生，扭轉局勢解開謎底。                                   | 521～529（09集）   |
| 26 | 愛無止境，謎霧重重，星期六晚上是推理時間。                                           | 530～546（17集）   |
| 27 | 戀愛是魔法，推敲出謎題，星期六的六點，持續鎖定柯南。                                 | 547～564（18集）   |
| 28 | 鋼琴的旋律中花瓣起舞，四目相對的兩人迷霧重重。                                       | 565～582（18集）   |
| 29 | 只顧著悲嘆季節變換，無法破解案子的謎團。                                             | 583～601（19集）   |
| 30 | 腫脹的眼睛，痛徹心扉，淚水為所有的劇情拉開序幕。                                     | 602～612（11集）   |
| 31 | 決定人生的那一瞬間，絕對不能夠 欺騙自己／對自己說謊。                                | 613～626（14集）   |
| 32 | 彷彿濃霧一瞬間散開，愛跟案件都揭開了面紗。                                           | 627～641（15集）   |
| 33 | 如果所有的案件都是男人，那看不見的謎就是女人吧。                                     | 642～666（25集）   |
| 34 | 色彩鮮明的夏日記憶，超越季節揭開案件謎團。                                           | 667～680（14集）   |
| 35 | 多試幾次有何不可？不管愛情、案件／推理、今天或明天。                                 | 681～695（15集）   |
| 36 | 以千真萬確的真相為目標，全數解開謎題或暗號。                                         | 696～717（22集）   |
| 37 | 夜影之漆黑與黑暗之濃烈，用推理之光全部劈開斬碎。                                     | 718～733（16集）   |
| 37 | 漆黑的夜影與濃烈的黑暗，用推理之光全部劈開斬碎。                                     | 734～743（10集）   |
| 38 | 不輸給耀眼太陽的熱情，精神抖擻的推理秀。                                             | 744～750（07集）   |
| 38 | 爽朗的秋風吹走夏日的疲憊，清爽又有精神的推理秀。                                     | 751～756（06集）   |
| 39 | 手心暗藏導火線，引燃推理的感情線。                                                   | 757～773（17集）   |
| 40 | 並肩同行的時間發條，效率不减，全速前進。                                             | 774～789（16集）   |
| 41 | 以犀利的推理破解案件，戀愛也好事件也罷，原點總是不變。                               | 791～803（13集）   |
| 42 | 最初的想念不忘於心，展翅高飛迎接20周年。                                             | 804～816（13集）   |
| 43 | 被犯罪染成黑色的畫布，用巧妙的推理來使它變色吧。                                     | 817～844（28集）   |
| 44 | 老天也在看着，這世界的迷宮...推理全開將一切貫穿！                                    | 845～868（24集）   |
| 45 | 布幕升起，壓軸登場，踏著解謎的腳步，華麗起舞。                                       | 869～886（18集）   |
| 46 | 陽光明媚的早晨，戀愛與事件都在周六發生。                                             | 887～902（16集）   |
| 47 | 越過倒數計時的零秒後，以在那之前的推理找出答案。                                     | 903～915（13集）   |
| 48 | 時間是縱軸，我是橫軸，將推理刻印在戀愛與事件上。                                     | 916～926（11集）   |
| 49 | 眼睛是最偉大的創造，反映著推理通向明天。                                             | 928～940（13集）   |
| 50 | 在这一瞬间，灵光一现，超越极限吧，冷静的推理！                                       | 941～964（24集）   |
| 51 | 口中的旋律无拘无束，推理的节奏完美无缺。                                             | 965～982（18集）   |
| 52 | 拾起需要解谜的问题，内心的秘密和推理的奇迹。                                         | 983～999（17集）   |
| 53 | 千里之行，始于足下。千次的解谜，打开新世界的大门。                                   | 1000～1020（21集） |
| 54 | 兜兜转转，总能找到答案。追逐谜题，现在开始推理。                                     | 1021～1032（12集） |
| 55 | 探访沉眠之地，沉迷推理之中，享受解谜之乐。                                           | 1033～1048（16集） |
| 56 | 谜团之云遮蔽视野，推理开辟光芒万丈。                                                 | 1049～1076（28集） |
| 57 | 看透本質的推理，需要引領信念的力量。                                                 | 1077～1101（25集） |
| 58 | 解開千絲萬縷時，推理縱橫且綻放光芒。                                                 | 1102～1147（46集） |
| 59 | 沒有愛就無法開始，不論戀情或友情甚至事件也是。                                       | 1148～1163（16集） |
| 60 | 若無其事的面具下隱藏著什麼？                                                         | 1168～             |

## 主題曲

### 電視主題

#### 片頭曲
|    | 曲名                          | 中文                        | 演出者曲數        | 集數（首播） | @  |
| -- | ----------------------------- | --------------------------- | ----------------- | ------------ | -- |
| 1  |                               | 胸中動盪不安                | ザ・ハイロウズ    | 01～30       | 30 |
| 2  | Feel Your Heart               |                             | VELVET GARDEN     | 31～52       | 22 |
| 3  | 謎                            |                             | 小松未步          | 53～96       | 44 |
| 4  |                               | 轉動命運之輪                | ZARD              | 097～123     | 27 |
| 5  | TRUTH                         |                             | TWO-MIX           | 124～142     | 19 |
| 6  |                               | 極限chop                    | B'z               | 143～167     | 25 |
| 7  | （Mysterious Eyes）           |                             | ガーネットクロウ  | 168～204     | 37 |
| 8  |                               | 戀愛是驚險、衝擊、懸疑      | 愛內里菜          | 205～230     | 26 |
| 9  | destiny                       |                             | 松橋未樹          | 231～258     | 28 |
| 10 | Winter Bells                  |                             | 倉木麻衣          | 259～270     | 12 |
| 11 | I can't stop my love for you♥ |                             | 愛內里菜2         | 271～305     | 35 |
| 12 |                               | 風的啦啦啦                  | 倉木麻衣2         | 306～332     | 27 |
| 13 |                               | 直奔與你相約那溫柔的地方    | 三枝夕夏IN db     | 333～355     | 23 |
| 14 | START                         |                             | 愛內里菜3         | 356～393     | 38 |
| 15 |                               | 繁星的光芒呀                | ZARD2             | 394～414     | 21 |
| 16 | Growing of my heart           |                             | 倉木麻衣3         | 415～424     | 10 |
| 17 | 衝動                          |                             | B'z2              | 425～437     | 13 |
| 18 |                               | 100扇門                     | 愛內里菜&三枝夕夏 | 438～456     | 19 |
| 19 |                               | 乘著白雲                    | 三枝夕夏IN db2    | 457～474     | 18 |
| 20 |                               | 昨日的淚水                  | GARNET CROW2      | 475～486     | 12 |
| 21 | （Glorious Mind）             |                             | ZARD3             | 487～490     | 4  |
| 22 |                               | 愛在黑暗中                  | ZARD4             | 491～504     | 14 |
| 23 |                               | 每一秒都Love for you        | 倉木麻衣4         | 505～514     | 10 |
| 24 | Mysterious                    |                             | Naifu             | 515～520     | 6  |
| 25 | Revive                        |                             | 倉木麻衣5         | 521～529     | 9  |
| 26 | Everlasting Luv               |                             | BREAKERZ          | 530～546     | 17 |
| 27 | MAGIC                         |                             | 愛内里菜4         | 547～564     | 18 |
| 28 | As the Dew                    |                             | GARNET CROW3      | 565～582     | 18 |
| 29 | SUMMER TIME GONE              |                             | 倉木麻衣6         | 583～601     | 19 |
| 30 | tear drops                    |                             | Caos Caos Caos    | 602～612     | 11 |
| 31 | Don't wanna lie               |                             | B'z               | 613～626     | 14 |
| 32 | Misty Mystery                 |                             | GARNET CROW4      | 627～641     | 15 |
| 33 | Miss Mystery                  |                             | BREAKERZ2         | 642～666     | 25 |
| 34 |                               | 對你的淚水如此愛戀          | なついろ          | 667～680     | 14 |
| 35 | TRY AGAIN                     |                             | 倉木麻衣7         | 681～695     | 15 |
| 36 | Q＆A                          |                             | B'z3              | 696～717     | 22 |
| 37 | Butterfly Core                |                             | VALSHE            | 718～743     | 26 |
| 38 | Greed                         |                             | KNOCK OUT MONKEY  | 744～756     | 13 |
| 39 | DYNAMITE                      |                             | 倉木麻衣8         | 757～773     | 17 |
| 40 | WE GO                         |                             | BREAKERZ3         | 774～789     | 16 |
| 41 | 謎                            |                             | La PomPon         | 790～803     | 14 |
| 42 | 羽                            |                             | 稻葉浩志          | 804～816     | 13 |
| 43 |                               |                             | B'z               | 817～844     | 28 |
| 44 |                               | 在幾千個迷宮 解幾千個謎     | BREAKERZ4         | 845～868     | 24 |
| 45 | Lie, Lie, Lie,                |                             | 大黑摩季          | 869～886     | 18 |
| 46 | Everything OK!!               |                             | Cellchrome        | 887～902     | 16 |
| 47 | （Countdown）                 |                             | NormCore          | 903～915     | 13 |
| 48 | （Timeline）                  |                             | dps               | 916～926     | 11 |
| 49 |                               | 蔷薇色的人生                | 倉木麻衣9         | 927～940     | 14 |
| 50 | ANSWER                        |                             | Only this time    | 941～964     | 24 |
| 51 |                               | 烈焰紅唇                    | WANDS             | 965～982     | 18 |
| 52 | JUST BELIEVE YOU              |                             | all at once       | 983～999     | 17 |
| 53 |                               | 從零開始                    | 倉木麻衣10        | 1000～1020   | 21 |
| 54 | YURA YURA                     |                             | WANDS2            | 1021～1032   | 12 |
| 55 | SLEEPLESS                     |                             | B'z4              | 1033～1048   | 16 |
| 56 | SPARKLE                       |                             | 大黑摩季2         | 1049～1076   | 28 |
| 57 | RAISE INSIGHT                 |                             | WANDS3            | 1077～1101   | 25 |
| 58 |                               | Unraveling Love～少許勇氣～ | 倉木麻衣11        | 1102～1147   | 46 |
| 59 | （But No Love）               |                             | Rainy。           | 1148～1167   | 20 |
| 60 | Poker Face                    |                             | あみゅり          | 1168～       |    |

#### 片尾曲
|    | 曲名                       | 中文                                  | 演出者曲數              | 集數（首播） | @  |
| -- | -------------------------- | ------------------------------------- | ----------------------- | ------------ | -- |
| 1  | Step by Step               |                                       | ZIGGY                   | 01～27       | 27 |
| 2  |                            | 迷宮情人                              | heath                   | 28～51       | 24 |
| 3  |                            | 光與影的浪漫                          | 宇德敬子                | 52～70       | 19 |
| 4  |                            | 沒有你的夏天                          | DEEN                    | 71～83       | 13 |
| 5  |                            | 唯一的祈願                            | 小松未步                | 084～108     | 25 |
| 6  |                            | 如履薄冰                              | 小松未步2               | 109～131     | 23 |
| 7  | Still for your love        |                                       | ルーマニア モンテビデオ | 132～152     | 21 |
| 8  | Free Magic                 |                                       | WAG                     | 153～179     | 27 |
| 9  | （Secret of my heart）     |                                       | 倉木麻衣                | 180～204     | 25 |
| 10 |                            | 夏之幻                                | ガーネットクロウ        | 205～218     | 14 |
| 11 | （Start in my life）       |                                       | 倉木麻衣2               | 219～232     | 14 |
| 12 | always                     |                                       | 倉木麻衣                | 233～247     | 15 |
| 13 |                            | 在這湛藍的地球上                      | 上原あずみ              | 248～265     | 18 |
| 14 |                            | 夢醒之後                              | GARNET CROW2            | 266～287     | 22 |
| 15 | 無色                       |                                       | 上原あずみ2             | 288～299     | 12 |
| 16 | Overture                   |                                       | 稻葉浩志                | 300～306     | 7  |
| 17 |                            | 夢見明日                              | ZARD                    | 307～328     | 22 |
| 18 |                            | 以你為名的光芒                        | GARNET CROW3            | 329～349     | 21 |
| 19 |                            | 給你的睡臉一個微笑                    | 三枝夕夏 IN db          | 350～375     | 26 |
| 20 |                            | 遺忘的綻放                            | GARNET CROW4            | 376～397     | 22 |
| 21 |                            | 六月新娘～眼裡只有你～                | 三枝夕夏 IN db2         | 398～406     | 9  |
| 22 |                            | 世界 暫停吧                           | 竹井詩織里              | 407～416     | 10 |
| 23 | Thank You For Everything   |                                       | 岩田さゆり              | 417～424     | 8  |
| 24 |                            | 最悲傷莫過於喜歡你                    | ZARD2                   | 425～437     | 13 |
| 25 |                            | 再也不要和你分離                      | 上木彩矢                | 438～458     | 21 |
| 26 |                            | 白雪                                  | 倉木麻衣3               | 459～470     | 12 |
| 27 |                            | I still believe～嘆息～               | 滴草由実                | 471～486     | 16 |
| 28 |                            | 雖說世界仍在旋轉                      | GARNET CROW5            | 487～490     | 4  |
| 29 |                            | 宛如冰雪融化的河流                    | 三枝夕夏 IN db3         | 491～504     | 14 |
| 30 | Summer Memories            |                                       | 上木彩矢2               | 505～514     | 10 |
| 31 | GO YOUR OWN WAY            |                                       | 滴草由実2               | 515～520     | 6  |
| 32 |                            | 當愛發光時                            | Naifu                   | 521～529     | 9  |
| 33 | Doing all right            |                                       | GARNET CROW6            | 530～539     | 10 |
| 34 | 光                         |                                       | BREAKERZ                | 540～561     | 22 |
| 35 | Hello Mr. my yesterday     |                                       | Hundred Percent Free    | 562～587     | 26 |
| 36 | Tomorrow is the last Time  |                                       | 倉木麻衣4               | 588～601     | 14 |
| 37 |                            | 月圓之夜的危機～想要見你～            | Hundred Percent Free2   | 602～609     | 8  |
| 38 |                            | 月夜的惡作劇魔法                      | BREAKERZ2               | 610～626     | 17 |
| 39 | （Pilgrim）                |                                       | B'z                     | 627～628     | 2  |
| 40 | Your Best Friend           |                                       | 倉木麻衣5               | 629～643     | 15 |
| 41 |                            | 與悲傷相比 今天的夕陽更美麗           | grram                   | 644～653     | 10 |
| 42 | （Overwrite）              |                                       | BREAKERZ3               | 654～666     | 13 |
| 43 |                            | 為戀而愛                              | 倉木麻衣6               | 667～686     | 20 |
| 44 |                            | 眼睛的旋律                            | BOYFRIEND               | 687～704     | 18 |
| 45 |                            | 喜歡你的笑容勝過一切                  | Chicago Poodle          | 705～721     | 17 |
| 46 |                            | 現在想見你…                           | DAIGO                   | 722～736     | 15 |
| 47 | RAIN MAN                   |                                       | AKIHIDE                 | 737～749     | 13 |
| 48 |                            | 無敵之心                              | 倉木麻衣7               | 750～762     | 13 |
| 49 |                            | 對你說謊                              | VALSHE                  | 763～803     | 41 |
| 50 | [ 122 ]                    | 轉動命運之輪                          | La PomPon               | 804～812     | 9  |
| 51 |                            | 兩人的秒針                            | 焚吐                    | 813～826     | 14 |
| 52 | SAWAGE☆LIFE                |                                       | 倉木麻衣8               | 827～842     | 16 |
| 53 | YESTERDAY LOVE             |                                       | 倉木麻衣9               | 843～864     | 22 |
| 54 | 夢物語                     |                                       | BREAKERZ4               | 865～875     | 11 |
| 55 |                            |                                       | 倉木麻衣                | 876～886     | 11 |
| 56 |                            | 神風特快車                            | 焚吐×みやかわくん       | 887～908     | 22 |
| 57 |                            | 命運                                  | First place             | 909～914     | 6  |
| 58 | Aozolighter                |                                       | Cellchrome              | 915～926     | 12 |
| 59 |                            | 對你的愛不能止於此 對你的情不願夢一場 | 倉木麻衣10              | 928～951     | 24 |
| 60 | Sissy Sky                  |                                       | 宫川愛李                | 952～964     | 13 |
| 61 |                            | 一點點 一點點                         | SARD UNDERGROUND        | 965～976     | 12 |
| 62 | 星合                       |                                       | all at once             | 977～992     | 16 |
| 63 | Reboot                     |                                       | 宫川愛李2               | 0993～1015   | 23 |
| 64 | （Veronica）               |                                       | 倉木麻衣11              | 1016～1028   | 13 |
| 65 | SWEET MOONLIGHT            |                                       | BREAKERZ5               | 1029～1038   | 10 |
| 66 |                            | 空虛心靈                              | SARD UNDERGROUND2       | 1039～1057   | 19 |
| 67 | feat.大野雄大(from Da-iCE) |                                       | all at once2            | 1058～1073   | 16 |
| 68 | (starring VALSHE)          |                                       | 今夜、あの街から        | 1074～1087   | 14 |
| 69 | ... and Rescue Me          |                                       | Rainy。                 | 1088～1104   | 17 |
| 70 | You & I                    |                                       | 倉木麻衣12              | 1105～1131   | 27 |
| 71 |                            | 在夢中相見吧                          | SARD UNDERGROUND3       | 1132～1147   | 16 |
| 72 | Shooting star              |                                       | WANDS                   | 1148～1157   | 10 |
| 73 | Fun! Fun! Fun!             |                                       | 新浜レオン              | 1158～       |    |

### 電影主題
|    | 曲名             | 中文                                   | 演出者曲數         | 標題              |
| -- | ---------------- | -------------------------------------- | ------------------ | ----------------- |
| 1  | Happy Birthday   |                                        | 杏子               | 引爆摩天樓        |
| 2  |                  | 彷彿回到少女時代                       | ZARD               | 第14號獵物        |
| 3  | ONE              |                                        | B'z                | 世紀末的魔術師    |
| 4  |                  | 因為有你                               | 小松未歩           | 瞳孔中的暗殺者    |
| 5  | always           |                                        | 倉木麻衣           | 往天國的倒數計時  |
| 6  | Everlasting      |                                        | B'z2               | 貝克街的亡靈      |
| 7  |                  | Time after time ～在落花紛飛的街道上～ | 倉木麻衣2          | 迷宮的十字路      |
| 8  | Dream×Dream      |                                        | 愛内里菜           | 銀翼的奇術師      |
| 9  |                  | 宛如等待夏日的風帆                     | ZARD2              | 水平線上的陰謀    |
| 10 |                  | 唯一絕不動搖的東西                     | B'z3               | 偵探們的鎮魂歌    |
| 11 |                  | 宛如橫渡七海的風                       | 愛內里菜&三枝夕夏  | 紺碧之棺          |
| 12 |                  | 展開雙翼                               | ZARD3              | 戰慄的樂譜        |
| 13 | PUZZLE           |                                        | 倉木麻衣3          | 漆黑的追跡者      |
| 14 | Over Drive       |                                        | GARNET CROW        | 天空的劫難船      |
| 15 | Don't Wanna Lie  |                                        | B'z4               | 沉默的15分鐘      |
| 16 |                  | 春之歌                                 | いきものがかり     | 第11位前鋒        |
| 17 |                  | 再一次                                 | 斉藤和義           | 絕海的偵探        |
| 18 |                  | 愛的探照燈                             | 柴咲コウ           | 異次元的狙擊手    |
| 19 |                  | 哦！勁敵                               | ポルノグラフィティ | 業火的向日葵      |
| 20 |                  | 世界將成為你的顏色                     | B'z5               | 純黑的惡夢        |
| 21 |                  | 渡月橋～想念你～                       | 倉木麻衣4          | 唐紅的戀歌        |
| 22 | 零 -ZERO-        |                                        | 福山雅治           | 零的執行人        |
| 23 | BLUE SAPPHIRE    |                                        | HIROOMI TOSAKA     | 紺青之拳          |
| 24 |                  | 永遠的不在場證明                       | 東京事変           | 緋色的彈丸        |
| 25 | （Chronostasis） |                                        | BUMP OF CHICKEN    | 萬聖節的新娘      |
| 26 |                  | 美麗的鰭                               | スピッツ           | 黑鐵的魚影        |
| 27 | 相思相愛         |                                        | aiko               | 100萬美元的五稜星 |
| 28 | TWILIGHT!!!      |                                        | King Gnu           | 獨眼的殘像        |
| 29 |                  |                                        |                    |                   |

## CD專輯

### 主題歌集
| 日期           | 名稱                                                                                            |
| -------------- | ----------------------------------------------------------------------------------------------- |
| 1996年12月16日 | 『名偵探柯南主題歌集』                                                                          |
| 2000年11月29日 | 『THE BEST OF DETECTIVE CONAN』 『THE BEST OF DETECTIVE CONAN ～名偵探柯南 主題曲集～』         |
| 2003年12月10日 | 『THE BEST OF DETECTIVE CONAN』 『THE BEST OF DETECTIVE CONAN 2 ～名偵探柯南 主題曲集2～』      |
| 2006年12月13日 | 『THE BEST OF DETECTIVE CONAN』 『THE BEST OF DETECTIVE CONAN ～The Movie Themes Collection～』 |
| 2008年8月6日   | 『THE BEST OF DETECTIVE CONAN』 『THE BEST OF DETECTIVE CONAN 3 ～名偵探柯南 主題曲集3～』      |
| 2011年12月14日 | 『THE BEST OF DETECTIVE CONAN』 『THE BEST OF DETECTIVE CONAN 4 ～名偵探柯南 主題曲集4～』      |
| 2014年10月22日 | 『THE BEST OF DETECTIVE CONAN』 『THE BEST OF DETECTIVE CONAN 5 ～名偵探柯南 主題曲集5～』      |
| 2020年3月25日  | 『THE BEST OF DETECTIVE CONAN』 『THE BEST OF DETECTIVE CONAN 6 ～名偵探柯南 主題曲集6～』      |
| 2017年3月22日  | 『劇場版 名偵探柯南 主題歌集～“20”All Songs～』                                                 |
| 2017年10月25日 | 『倉木麻衣×名偵探柯南 COLLABORATION BEST 21 -真相永遠在歌中!-』                                 |

### 原聲帶
| 日期           | 名稱    |
| -------------- | ------- |
| 1996年1月25日  | [ 124 ] |
| 1996年2月21日  |         |
| 1996年5月2日   |         |
| 1996年11月25日 |         |
| 1997年4月23日  |         |
| 1997年10月22日 |         |
| 1997年11月27日 |         |
| 1998年4月15日  |         |
| 1999年4月14日  |         |
| 2000年4月12日  |         |
| 2001年4月11日  |         |
| 2002年4月17日  |         |
| 2002年4月25日  |         |
| 2003年4月16日  |         |
| 2003年12月17日 |         |
| 2004年4月14日  |         |
| 2005年4月6日   |         |
| 2005年12月28日 |         |
| 2006年1月25日  |         |
| 2006年4月12日  |         |
| 2007年4月18日  |         |
| 2007年12月5日  |         |
| 2008年4月16日  |         |
| 2009年4月15日  |         |
| 2010年4月14日  |         |
| 2011年4月17日  |         |
| 2012年4月11日  |         |
| 2013年4月16日  |         |
| 2013年12月4日  |         |
| 2014年4月16日  |         |
| 2015年4月15日  |         |
| 2016年4月13日  |         |
| 2017年4月12日  |         |
| 2018年4月11日  |         |
| 2019年4月12日  |         |

### 廣播劇CD
| 日期          | 名稱                                                                 |
| ------------- | -------------------------------------------------------------------- |
| 2006年3月9日  | 『名探偵柯南 偵探們的鎮魂歌 動畫預售票 特別CD 10周年記念特別座談会』 |
| 2012年7月18日 | 『名探偵柯南 廣播劇CD 「來自少年偵探團的挑戰書!」』                  |

## 播放電視台
曾經（或現在）播出電視版（或劇場版）的電視台如下（以粗體字標示者為目前仍在播出中的電視台）：

### 日本

#### 播放时间
日本深夜動畫：下文記載的日本国内播放時間使用日本標準時間（UTC+9）表示。因為部分時間标识會採用30小时制，因此請留意这类超过24:00的时间，其實際播放時間為翌日清晨。
| 播放地区 | 播放电视台                | 所属联播网                  | 播放时间           | 备注 |
| -------- | ------------------------- | --------------------------- | ------------------ | ---- |
| 日本国内 | 读卖电视台（ytv・制作局） | NNS                         | 周六 18:00 - 18:30 |      |
| 大分县   | 大分电视台 (TOS)          | NNS 富士电视网              | 周六 18:30 - 19:00 |      |
| 宫崎县   | 宫崎电视台 (UMK)          | 富士电视网 NNS 全日本新闻网 | 周二 01:24 - 25:54 |      |
| 冲绳县   | 琉球放送 (RBC)            | TBS系列                     | 周三 14:20 - 14:50 |      |
| 冲绳县   | 宫古电视台 (MTV)          | 有线电视                    | 周二 19:00 - 19:30 |      |
| 日本全域 | ANIMAX                    | 卫星电视                    | 周三 19:00 - 19:30 |      |
| 日本全域 | 日本电视台+               | 卫星电视                    | 周六 10:30 - 11:00 |      |

#### 播放时间变迁
| 讀賣電視台制作・日本電視台聯播網 读卖电视台周一晚间7点半档动画                                      | 讀賣電視台制作・日本電視台聯播網 读卖电视台周一晚间7点半档动画                                                | 讀賣電視台制作・日本電視台聯播網 读卖电视台周一晚间7点半档动画                                                     |
| --------------------------------------------------------------------------------------------------- | --- | --- |
| | 名偵探柯南（第1 - 486集、第491 - 514集） （1996年1月8日 - 2007年9月3日） （2008年1月14日 - 9月8日）           | |
| 魔法騎士 （1994年10月17日 - 1995年11月27日）                                                        | 小雙俠 （2008年11月10日 - 2009年3月16日）                                                                     | |
| 讀賣電視台 读卖电视台周一晚间7点档动画                                                              | | |
| 結界師 （2006年10月16日 - 2007年9月10日） 名偵探柯南（第1 - 486集） （1996年1月8日 - 2007年9月3日） | 秋季侦探特别篇 （名偵探柯南・金田一少年之事件簿） 黒色侦探特别篇 （2007年10月15日 - 12月3日） 【1小时特别篇】 | ヤッターマン（重播）（第1 - 24集） （2008年1月14日 - 9月8日)名偵探柯南（第491 - 514集） （2008年1月14日 - 9月8日） |
| 讀賣電視台 读卖电视台周一晚间7点档动画                                                              | | |
| ヤッターマン（重播）（第1 - 24集） （2008年1月14日 - 9月8日)                                        | 名偵探柯南（第515 - 529集） （2008年10月20日 - 2009年3月16日）                                                | SUPER SURPRISE （2009年4月6日 - 2010年3月8日)                                                                      |
| 讀賣電視台 读卖电视台制作周六晚間六點档动画                                                         | | |
| NNN News （2006年4月8日 - 2009年3月28日)                                                            | 名偵探柯南（第530集 - ） （2009年4月18日 - ）                                                                 | — |

### 中国大陆
| 電視台                 | 播放版本          | 播出日期 |
| ---------------------- | ----------------- | --- |
| 中国教育电视台         | 电视版            | 1999年 |
| 辽宁教育电视台         | 电视版            | 1999年，前105集 |
| 武汉电视台             | 电视版            | 2001年 |
| 湖北电视台             | 电视版            | 2002年 |
| 南方电视台少儿频道     | 电视版            | 2003年，第100~157集（俏佳人引进版） |
| 江西电视台-5           | 电视版            | 2004年～2005年 2006年～2007年两次播放的都是第一集到两百多集                                                                                  |
| 北京电视台-10          | 电视版            | 2006年～2007年 |
| 星空卫视               | 电视版            | 2007年3月29日～9月30日集数未知 2008年8月26日～2009年1月13日再放送至242集 2009年4月27日～7月9日再放送至345集 2008年冬季放送真人电视版SP1、SP2 |
| 北京卡酷频道           | 电视版            | 2008年等 |
| 北京电视台-8           | 电视版            | 时间未知 |
| 新动漫                 | 电视版            | 时间未知 |
| 优漫卡通               | 电视版            | 2012年等 |
| 金鹰卡通               | 电视版            | 常年 |
| 金鹰卡通               | 电影版M15大陆国语 | 常年 |
| CCTV6                  | 电影版            | 常年 |
| CHC家庭影院频道        | 电影版            | 常年 |
| CHC动作电影频道        | 电影版            | 常年 |
| CHC高清电影频道        | 电影版            | 常年 |
| 炫动卡通               | 电视版            | 常年 |
| 河北电视台少儿科教频道 |                   | 2014年初寒假，1-约703（国语目录） |

### 台灣
| 電視台          | 播放版本   | 播出日期                         |
| --------------- | ---------- | -------------------------------- |
| 八大綜合台      | 電視版     | 1997年～2001年                   |
| 三立台灣台      | 電視版     | 1999年                           |
| 三立都會台      | 電視版     | 1997年～2008年                   |
| AXN             | 電視版     | 2000年                           |
| AXN             | 劇場版     | 2000年                           |
| 衛視中文台      | 電視版     | 2000年                           |
| 臺灣電視台      | 電視版     | 2000年                           |
| 學者國片台      | 電視版     | 2001年                           |
| 學者國片台      | 劇場版     | 2001年                           |
| ET Jacky        | 電視版     | 2001年                           |
| ET Jacky        | 劇場版     | 2001年                           |
| 東森電影台      | 劇場版     | 2001年～2008年                   |
| JET日本台       | 原音電視版 | 2002年                           |
| 東森幼幼台      | 劇場版     | 2005年                           |
| 東森幼幼台      | 電視版     | 2009年～2010年                   |
| 東森綜合台      | 劇場版     | 2006年                           |
| 東森綜合台      | 電視版     | 2008年～2009年                   |
| MOMO親子台      | 電視版     | 2007年                           |
| MOMO親子台      | 全部劇場版 | 2016年～2021年                   |
| 中國電視公司    | 劇場版     | 2010年                           |
| 衛視電影台      | 電視版     | 2010年～2023年                   |
| FOX娛樂台       | 電視版     | 2013年                           |
| 中華電視公司    | 電視版     | 1997年～                         |
| 中華電視公司    | 電影版     | 每年寒假農曆新年前後、暑假開始時 |
| MOMO親子台      | 部分劇場版 | 2009年～2017年，2021年～         |
| 緯來電影台      | 劇場版     | 2021年～                         |
| CATCHPLAY電影台 | 電視版     | 2024年～                         |

| 台灣 華視主頻 星期六18:30－19:00 8月19日因直播《2017台北世大運開幕典禮》，暫停播出 8月26日暫停播出 | 台灣 華視主頻 星期六18:30－19:00 8月19日因直播《2017台北世大運開幕典禮》，暫停播出 8月26日暫停播出 | 台灣 華視主頻 星期六18:30－19:00 8月19日因直播《2017台北世大運開幕典禮》，暫停播出 8月26日暫停播出 |
| -------------------------------------------------------------------------------------------------- | -------------------------------------------------------------------------------------------------- | -------------------------------------------------------------------------------------------------- |
| | 新名偵探柯南 海外版第683、684、687－690、693－712集 （2017年7月8日－2018年1月20日）                | |
| 名偵探柯南（重播） 官方版第266－287集                                                              | —                                                                                                  | |

### 香港
| 電視台      | 播放版本       | 播出日期       |
| ----------- | -------------- | -------------- |
| 翡翠台      | 電視版、劇場版 | 1998年至2003年 |
| 有線兒童台  | 電視版         | 2009年至2010年 |
| now寬頻電視 | 電視版、劇場版 |                |
| Animax      | 電視版         | 2004年至2005年 |
| J2          | 劇場版         | 2014年         |
| ViuTV       | 劇場版         | 2018年～       |

| 翡翠台 星期二、四、六 00:35－01:00 7月18日 00:40－01:05                         | 翡翠台 星期二、四、六 00:35－01:00 7月18日 00:40－01:05           | 翡翠台 星期二、四、六 00:35－01:00 7月18日 00:40－01:05            |
| ------------------------------------------------------------------------------- | ----------------------------------------------------------------- | ------------------------------------------------------------------ |
|                                                                                 | 名偵探柯南 海外版第1－22、25集 （1998年7月14日－9月3日）          |                                                                    |
| —                                                                               | —                                                                 |                                                                    |
| 翡翠台 星期一 00:15－01:10 （若星期日為本地賽馬日則改為星期一深夜00:05－00:30） |                                                                   |                                                                    |
| 龍珠GT （1999年7月21日－8月30日）                                               | 名偵探柯南 海外版23、24、26－88集 （1999年9月13日－2000年7月3日） | 扭計小霸王 （01:35－02:00）（星期二至日） （2000年7月4日－9月1日） |
| 翡翠台 星期一 00:25－01:20 11月26日 00:55－01:50 12月24日 00:25－01:50          |                                                                   |                                                                    |
| 妙探俏嬌娃（01:25－02:55） 重播 （2001年7月30日）                               | 名偵探柯南 海外版第89－129集 （2001年8月6日－12月24日）           | —                                                                  |

| 翡翠台 星期二 02:05－02:35、星期三至六 03:05－03:35 | 翡翠台 星期二 02:05－02:35、星期三至六 03:05－03:35                 | 翡翠台 星期二 02:05－02:35、星期三至六 03:05－03:35                                                                   |
| --- | ------------------------------------------------------------------- | --- |
| | 名偵探柯南 重播，海外版第1－20集 （1999年6月15日－7月10日）         | |
| — | —                                                                   | |
| 翡翠台 星期二 02:05－02:35、星期三至六 03:05－03:35 及 星期日 02:45－03:15 |                                                                     | |
| — | 名偵探柯南 重播，海外版第1－22集 （1999年12月7日－12月31日）        | — |
| 翡翠台 星期二 02:05－02:35、星期三至六 03:05－03:35 及 星期日 02:45－03:15 5月2日、5月3日 03:05－04:05 |                                                                     | |
| — | 名偵探柯南 重播，海外版第23－44集 （2000年4月11日－5月3日）         | 名偵探柯南（星期二至六） 重播，海外版第23－44集 （2000年6月27日－7月26日）                                            |
| 翡翠台 星期二 02:05－02:35、星期三至六 03:05－03:35 |                                                                     | |
| 名偵探柯南（星期二至日） 重播，海外版第23－44集 （2000年4月11日－5月3日） | 名偵探柯南 重播，海外版第23－44集 （2000年6月27日－7月26日）        | 爆熱時空 重播 （2000年7月27日－8月30日）                                                                              |
| 翡翠台 星期二 01:35－02:35 1月2日 02:45－03:45 |                                                                     | |
| — | 名偵探柯南 重播，海外版第45－68集 （2000年10月24日－2001年1月16日） | 名偵探柯南 （每日不同時段）（星期二至六） 重播，海外版第45－88集 （2001年1月30日－5月4日）                            |
| 翡翠台 星期二 01:35－02:05、星期三 02:30－03:00、星期四 02:35－03:05、星期五及六 以下時段 2月2日 03:15－03:45 2月3日、2月17日 03:40－04:10 2月9日、2月16日 03:05－03:35 2月10日、2月24日 02:45－03:15 2月23日 03:45－04:15 3月2日至4月13日改為星期五 01:15－02:10 4月20日起改為星期五 01:15－02:35 4月6日暫停播映 |                                                                     | |
| 名偵探柯南 （01:35－02:35）（星期二） 重播，海外版第45－68集 （2000年10月24日－2001年1月16日）吹波糖危機2040（星期五） （2000年11月13日－2001年2月23日） | 名偵探柯南 重播，海外版第45－88集 （2001年1月30日－5月4日）         | 扭計小霸王（星期二至六） 重播 （2001年3月2日－5月15日）嘩鬼校園 （01:15－02:10）（星期五） （2001年5月11日－6月15日） |
| 翡翠台 星期三至五 03:00－04:00、星期二及六 以下時段 7月3日 02:45－03:45 7月7日 03:45－04:45 7月10日 02:55－03:55 7月14日 03:45－05:15 |                                                                     | |
| 冒險鐵男（每日半小時不同時段） 重播 （2001年5月18日－5月30日） | 名偵探柯南 重播，海外版第68－88集 （2001年7月3日－7月14日）         | 柯南偵探電影之摩天驚魂 （00:25-02:25） 重播 （2001年7月23日）                                                         |
| 翡翠台 星期日 01:50－02:50 |                                                                     | |
| 摩登小男人 重播 | 名偵探柯南 重播，海外版第74－75集 （2002年1月20日）                 | 摩登小男人 重播 |
| 翡翠台 星期二至六 02:40－03:35 12月10日 03:35－04:25 12月17日、12月24日、1月2日 03:25－04:15 12月21日 02:50－03:50 12月27日 02:30－03:30 12月28日 02:55－03:55 12月31日 03:10－04:10 1月3日、1月4日 02:35－03:00 1月7日 02:35－04:00 12月25日、12月26日、1月1日暫停播映                                           |                                                                     | |
| 凶鈴後傳 重播 | 名偵探柯南 重播，海外版第89－129集 （2002年12月6日－2003年1月7日）  | 柯南偵探電影之攞命啤牌 （02:35－04:35） 重播 （2003年1月8日）                                                         |
| 翡翠台 星期二至六 02:35－03:30 5月6日、5月13日 02:50－03:45 5月9日 02:25－03:20 5月10日、5月31日 03:25－04:20 5月24日 03:10－04:00 6月4日 02:35－04:00 5月22日、5月29日暫停播映 |                                                                     | |
| — | 名偵探柯南 重播，海外版第89－129集 （2003年5月6日－6月4日）         | — |

### 韓國
| 電視台     | 播放版本      | 播出日期 |
| ---------- | ------------- | -------- |
| Tooniverse | 電視版/劇場版 |          |

### 馬來西亞
| 電視台 | 播放版本 | 播出日期            |
| ------ | -------- | ------------------- |
| TV3    | 電視版   | 每逢星期六上午11:00 |

## 外部連結
- テレビアニメ
  - 名探偵コナン （页面存档备份，存于） - 読売テレビ
  - 読売テレビのホームページでは、過去の事件ファイルやキャラクタープロフィールが公開されている。
    - 放送1,000回記念プロジェクト｜名探偵コナン （页面存档备份，存于）
    - アニメ名探偵コナン1000回記念【公式】的X（前Twitter）

  - 名探偵コナン | トムス・エンタテインメント，存于
  - 名偵探柯南 - allcinema
  - 互联网电影数据库（IMDb）上《Detective Conan》的资料（英文）
  - 名探偵コナン - テレビドラマデータベース
  - 名探偵コナン - Hulu （页面存档备份，存于）
  - 名探偵コナン - Netflix （页面存档备份，存于）
  - YouTube上的【アニメ】名探偵コナン公式頻道
- 劇場版
  - 劇場版名探偵コナン （页面存档备份，存于）
    - 劇場版名探偵コナン【公式】的X（前Twitter）
    - 劇場版『名探偵コナン』的Facebook專頁

  - 名探偵コナン DVD/Blu-ray公式サイト （页面存档备份，存于）（DVD販売元: ビーイング運営）
- プラネタリウム版アニメ
  - 名探偵コナン 星影の魔術師（マジシャン） （页面存档备份，存于）
  - 名探偵コナン 探偵たちの星月夜（スターリーナイト） （页面存档备份，存于）
  - 名探偵コナン 灼熱の銀河鉄道（ギャラクシーレイルロード） （页面存档备份，存于）
- イベント
  - JR東日本×名探偵コナンスタンプラリー的X（前Twitter）
  - 名探偵コナンストア （页面存档备份，存于）
    - 名探偵コナンストア的X（前Twitter）

  - 名探偵コナンプラザ
    - 【公式】名探偵コナンプラザ的X（前Twitter）
    - 【公式】怪盗キッドプラザ的X（前Twitter）
    - 【公式】名探偵コナン東京ドームシティ的X（前Twitter）

  - 名探偵コナンカフェ （页面存档备份，存于）
    - コナンカフェ2016的X（前Twitter）
    - 【公式】名探偵コナンカフェ的X（前Twitter）

  - 怪盗キッドカフェ，存于
  - 赤井秀一カフェ （页面存档备份，存于）
    - 【公式】赤井秀一カフェ的X（前Twitter）
- その他
  - 名探偵コナンIN日テレ屋的X（前Twitter）